# Ausztrália a 2016. évi nyári olimpiai játékokon
Ausztrália a brazíliai Rio de Janeiróban megrendezett 2016. évi nyári olimpiai játékok egyik részt vevő nemzete volt. Az országot az olimpián 29 sportágban 420 sportoló képviselte, akik összesen 29 érmet szereztek.

## Érmesek
| Érem  | Versenyző | Sportág       | Versenyszám                    |
| ----- | --- | ------------- | ------------------------------ |
| Arany | Kim Brennan | Evezés        | Női egypárevezős               |
| Arany | Chloe Esposito | Öttusa        | Női                            |
| Arany | Nemzeti válogatott Nicole Beck Charlotte Caslick Emilee Cherry Chloe Dalton Gemma Etheridge Ellia Green Shannon Parry Evania Pelite Alicia Quirk Emma Tonegato Amy Turner Sharni Williams | Rögbi         | Női rögbi                      |
| Arany | Catherine Skinner | Sportlövészet | Női trap                       |
| Arany | Kyle Chalmers | Úszás         | Férfi 100 m gyors              |
| Arany | Mack Horton | Úszás         | Férfi 400 m gyors              |
| Arany | Bronte Campbell Cate Campbell Brittany Elmslie Emma McKeon Madison Wilson | Úszás         | Női 4 × 100 m gyorsváltó       |
| Arany | Tom Burton | Vitorlázás    | Férfi laser                    |
| Ezüst | Jared Tallent | Atlétika      | Férfi 50 km gyaloglás          |
| Ezüst | Alexander Belonogoff Karsten Forsterling Cameron Girdlestone James McRae | Evezés        | Férfi négypárevezős            |
| Ezüst | Joshua Booth Josh Dunkley-Smith Alexander Hill William Lockwood | Evezés        | Férfi kormányos nélküli négyes |
| Ezüst | Jack Bobridge Alex Edmondson Michael Hepburn Callum Scotson Sam Welsford | Kerékpározás  | Férfi csapat üldözőverseny     |
| Ezüst | Mitchell Larkin | Úszás         | Férfi 200 m hát                |
| Ezüst | Madeline Groves | Úszás         | Női 200 m pillangó             |
| Ezüst | Jessica Ashwood Bronte Barratt Tamsin Cook Emma McKeon Leah Neale | Úszás         | Női 4 × 200 m gyorsváltó       |
| Ezüst | Cate Campbell Brittany Elmslie Madeline Groves Emma McKeon Taylor McKeown Emily Seebohm Madison Wilson                                                                                    | Úszás         | Női 4 × 100 m vegyes váltó     |
| Ezüst | Mathew Belcher William Ryan | Vitorlázás    | Férfi 470-es osztály           |
| Ezüst | Iain Jensen Nathan Outteridge | Vitorlázás    | Férfi 49er osztály             |
| Ezüst | Lisa Darmanin Jason Waterhouse | Vitorlázás    | Nacra 17                       |
| Bronz | Dane Bird-Smith | Atlétika      | Férfi 20 km gyaloglás          |
| Bronz | Alec Potts Ryan Tyack Taylor Worth | Íjászat       | Férfi csapat                   |
| Bronz | Lachlan Tame Ken Wallace | Kajak-kenu    | Férfi kajak kettes 1000 m      |
| Bronz | Jessica Fox | Kajak-kenu    | Női szlalom kajak egyes        |
| Bronz | Anna Meares | Kerékpározás  | Női keirin                     |
| Bronz | Chris Burton Sam Griffiths Shane Rose Stuart Tinney | Lovaglás      | Lovastusa, csapat              |
| Bronz | Maddison Keeney Anabelle Smith | Műugrás       | Női szinkron műugrás           |
| Bronz | Matthew Abood Kyle Chalmers James Magnussen Cameron McEvoy James Roberts | Úszás         | Férfi 4 × 100 m gyorsváltó     |
| Bronz | Kyle Chalmers Mitchell Larkin Cameron McEvoy David Morgan Jake Packard | Úszás         | Férfi 4 × 100 m vegyes váltó   |
| Bronz | Emma McKeon | Úszás         | Női 200 m gyors                |

## Asztalitenisz
Férfi
| Versenyző                        | Versenyszám | Selejtező                                                           | 64-es főtábla     | 48-as főtábla     | 32-es főtábla     | Nyolcaddöntő                                                    | Negyeddöntő       | Elődöntő          | Döntő             | Helyezés |
| Versenyző                        | Versenyszám | Ellenfél Eredmény                                                   | Ellenfél Eredmény | Ellenfél Eredmény | Ellenfél Eredmény | Ellenfél Eredmény                                               | Ellenfél Eredmény | Ellenfél Eredmény | Ellenfél Eredmény | Helyezés |
| -------------------------------- | ----------- | ------------------------------------------------------------------- | ----------------- | ----------------- | ----------------- | --------------------------------------------------------------- | ----------------- | ----------------- | ----------------- | -------- |
| David Powell                     | Egyes       | Marcelo Aguirre (PAR) · 11–13, 7–11, 12–14, 9–11                    | kiesett           | kiesett           | kiesett           | kiesett                                                         | kiesett           | kiesett           | kiesett           | 65.      |
| Chris Yan                        | Egyes       | Aleksandar Karakašević (SRB) · 8–11, 12–10, 8–11, 9–11, 12–10, 3–11 | kiesett           | kiesett           | kiesett           | kiesett                                                         | kiesett           | kiesett           | kiesett           | 65.      |
| Heming Hu David Powell Chris Yan | Csapat      |                                                                     |                   |                   |                   | Hongkong (HKG) · Kwan Kit Ho · Tang Peng · Chun Ting Wong · 0–3 | kiesett           | kiesett           | kiesett           | 9.       |

Női
| Versenyző                               | Versenyszám | Selejtező                                                    | 64-es főtábla                                                   | 48-as főtábla                                               | 32-es főtábla                                          | Nyolcaddöntő                                                                  | Negyeddöntő       | Elődöntő          | Döntő             | Helyezés |
| Versenyző                               | Versenyszám | Ellenfél Eredmény                                            | Ellenfél Eredmény                                               | Ellenfél Eredmény                                           | Ellenfél Eredmény                                      | Ellenfél Eredmény                                                             | Ellenfél Eredmény | Ellenfél Eredmény | Ellenfél Eredmény | Helyezés |
| --------------------------------------- | ----------- | ------------------------------------------------------------ | --------------------------------------------------------------- | ----------------------------------------------------------- | ------------------------------------------------------ | ----------------------------------------------------------------------------- | ----------------- | ----------------- | ----------------- | -------- |
| Jian Fang Lay                           | Egyes       | erőnyerő                                                     | Maria Dolgikh (RUS) · 11–6, 11–7, 8–11, 6–11, 12–10, 8–11, 11–5 | Sofia Polcanova (AUT) · 11–8, 11–7, 11–4, 6–11, 10–12, 11–7 | Jü Meng-jü (Yu Mengyu) (SIN) · 9–11, 9–11, 6–11, 10–12 | kiesett                                                                       | kiesett           | kiesett           | kiesett           | 17.      |
| Melissa Tapper                          | Egyes       | Caroline Kumahara (BRA) · 4–11, 11–8, 5–11, 6–11, 11–9, 8–11 | kiesett                                                         | kiesett                                                     | kiesett                                                | kiesett                                                                       | kiesett           | kiesett           | kiesett           | 65.      |
| Jian Fang Lay Melissa Tapper Ziyu Zhang | Csapat      |                                                              |                                                                 |                                                             |                                                        | Észak-Korea (PRK) · Ri Migjong · Ri Mjongszun · Kim Szongi (Kim Song-i) · 0–3 | kiesett           | kiesett           | kiesett           | 9.       |

## Atlétika
Férfi
| Versenyző        | Versenyszám     | Előfutam | Előfutam | Előfutam | Elődöntő | Elődöntő | Elődöntő | Döntő    | Döntő    |
| Versenyző        | Versenyszám     | Idő      | Hely.    | Össz.    | Idő      | Hely.    | Össz.    | Idő      | Helyezés |
| ---------------- | --------------- | -------- | -------- | -------- | -------- | -------- | -------- | -------- | -------- |
| Alex Hartmann    | 200 m           | 21,02    | 5.       | 67.*     | kiesett  | kiesett  | kiesett  | kiesett  | kiesett  |
| Peter Bol        | 800 m           | 1:49,36  | 6.       | 41.      | kiesett  | kiesett  | kiesett  | kiesett  | kiesett  |
| Jeff Riseley     | 800 m           | 1:46,93  | 4.       | 21.*     | kiesett  | kiesett  | kiesett  | kiesett  | kiesett  |
| Luke Mathews     | 800 m           | 1:50,17  | 7.       | 46.      | kiesett  | kiesett  | kiesett  | kiesett  | kiesett  |
| Luke Mathews     | 1500 m          | 3:44,51  | 12.      | 23.      | kiesett  | kiesett  | kiesett  | kiesett  | kiesett  |
| Ryan Gregson     | 1500 m          | 3:39,13  | 2.       | 11.      | 3:40,02  | 4.       | 8.       | 3:51,39  | 9.       |
| Sam McEntee      | 5000 m          | 13:50,55 | 18.      | 35.      |          |          |          | kiesett  | kiesett  |
| Brett Robinson   | 5000 m          | 13:22,81 | 9.       | 9.       |          |          |          | 13:32,30 | 14.      |
| Patrick Tiernan  | 5000 m          | 13:28,48 | 13.      | 20.      |          |          |          | kiesett  | kiesett  |
| David McNeill    | 10 000 m        |          |          |          |          |          |          | 27:51,71 | 16.      |
| Ben St. Lawrence | 10 000 m        |          |          |          |          |          |          | 28:46,32 | 28.      |
| Liam Adams       | Maraton         |          |          |          |          |          |          | 2:16:12  | 31.      |
| Michael Shelley  | Maraton         |          |          |          |          |          |          | 2:18:06  | 47.      |
| Scott Westcott   | Maraton         |          |          |          |          |          |          | 2:22:19  | 81.      |
| Dane Bird-Smith  | 20 km gyaloglás |          |          |          |          |          |          | 1:19:37  |          |
| Rhydian Cowley   | 20 km gyaloglás |          |          |          |          |          |          | 1:23:30  | 33.      |
| Rhydian Cowley   | 50 km gyaloglás |          |          |          |          |          |          | 3:48:40  | 10.      |
| Brendon Reading  | 50 km gyaloglás |          |          |          |          |          |          | 4:13:02  | 40.      |
| Jared Tallent    | 50 km gyaloglás |          |          |          |          |          |          | 3:41:16  |          |

| Versenyző         | Versenyszám   | Selejtező | Selejtező | Döntő    | Döntő    |
| Versenyző         | Versenyszám   | Eredmény  | Helyezés  | Eredmény | Helyezés |
| ----------------- | ------------- | --------- | --------- | -------- | -------- |
| Joel Baden        | Magasugrás    | 217 cm    | 41.*      | kiesett  | kiesett  |
| Brandon Starc     | Magasugrás    | 229 cm    | 10.*      | 220 cm   | 15.      |
| Kurtis Marschall  | Rúdugrás      | 560 cm    | 15.       | kiesett  | kiesett  |
| Henry Frayne      | Távolugrás    | 801 cm    | 6.        | 806 cm   | 7.       |
| Fabrice Lapierre  | Távolugrás    | 796 cm    | 8.        | 787 cm   | 10.      |
| Damien Birkinhead | Súlylökés     | 20,50 m   | 9.        | 20,45 m  | 10.      |
| Matthew Denny     | Diszkoszvetés | 61,16 m   | 19.       | kiesett  | kiesett  |
| Benn Harradine    | Diszkoszvetés | 60,85 m   | 20.       | kiesett  | kiesett  |
| Hamish Peacock    | Gerelyhajítás | 77,91 m   | 25.       | kiesett  | kiesett  |
| Joshua Robinson   | Gerelyhajítás | 80,84 m   | 13.       | kiesett  | kiesett  |

| Versenyző     | Versenyszám | 100 m | 100 m | Távolugrás | Távolugrás | Súlylökés | Súlylökés | Magasugrás | Magasugrás | 400 m | 400 m | 110 m gát | 110 m gát | Diszkoszvetés | Diszkoszvetés | Rúdugrás | Rúdugrás | Gerelyhajítás | Gerelyhajítás | 1500 m  | 1500 m | Végeredmény | Végeredmény |
| Versenyző     | Versenyszám | Idő   | Pont  | Eredmény   | Pont       | Eredmény  | Pont      | Eredmény   | Pont       | Idő   | Pont  | Idő       | Pont      | Eredmény      | Pont          | Eredmény | Pont     | Eredmény      | Pont          | Idő     | Pont   | Pont        | Helyezés    |
| ------------- | ----------- | ----- | ----- | ---------- | ---------- | --------- | --------- | ---------- | ---------- | ----- | ----- | --------- | --------- | ------------- | ------------- | -------- | -------- | ------------- | ------------- | ------- | ------ | ----------- | ----------- |
| Cedric Dubler | Tízpróba    | 10,86 | 892   | 747 cm     | 927        | 11,49 m   | 575       | 213 cm     | 925        | 48,18 | 900   | 14,30     | 936       | 38,89 m       | 642           | 490 cm   | 880      | 51,82 m       | 616           | 4:32,12 | 731    | 8024        | 14.         |

Női
| Versenyző                                                        | Versenyszám     | Selejtező | Selejtező | Selejtező | Előfutam | Előfutam | Előfutam | Elődöntő | Elődöntő | Elődöntő | Döntő    | Döntő    |
| Versenyző                                                        | Versenyszám     | Idő       | Hely.     | Össz.     | Idő      | Hely.    | Össz.    | Idő      | Hely.    | Össz.    | Idő      | Helyezés |
| ---------------------------------------------------------------- | --------------- | --------- | --------- | --------- | -------- | -------- | -------- | -------- | -------- | -------- | -------- | -------- |
| Melissa Breen                                                    | 100 m           | kiemelt   | kiemelt   | kiemelt   | 11,74    | 7.       | 55.      | kiesett  | kiesett  | kiesett  | kiesett  | kiesett  |
| Ella Nelson                                                      | 200 m           |           |           |           | 22,66    | 2.       | 11.      | 22,50    | 3.       | 9.       | kiesett  | kiesett  |
| Morgan Mitchell                                                  | 400 m           |           |           |           | 51,30    | 2.       | 8.       | 52,68    | 8.       | 24.      | kiesett  | kiesett  |
| Anneliese Rubie                                                  | 400 m           |           |           |           | 51,92    | 3.       | 23.      | 51,96    | 6.       | 20.      | kiesett  | kiesett  |
| Selma Kajan                                                      | 800 m           |           |           |           | 2:05,20  | 7.       | 53.      | kiesett  | kiesett  | kiesett  | kiesett  | kiesett  |
| Jenny Blundell                                                   | 1500 m          |           |           |           | 4:09,05  | 8.       | 17.      | 4:13,25  | 11.      | 23.      | kiesett  | kiesett  |
| Zoe Buckman                                                      | 1500 m          |           |           |           | 4:06,93  | 6.       | 9.       | 4:06,95  | 9.       | 15.      | kiesett  | kiesett  |
| Linden Hall                                                      | 1500 m          |           |           |           | 4:11,75  | 4.       | 27.      | 4:05,81  | 8.       | 12.      | kiesett  | kiesett  |
| Eloise Wellings                                                  | 5000 m          |           |           |           | 15:19,02 | 6.       | 6.       |          |          |          | 15:01,59 | 9.       |
| Eloise Wellings                                                  | 10 000 m        |           |           |           |          |          |          |          |          |          | 31:14,94 | 10.      |
| Michelle Jenneke                                                 | 100 m gát       |           |           |           | 13,26    | 6.       | 37.*     | kiesett  | kiesett  | kiesett  | kiesett  | kiesett  |
| Lauren Boden                                                     | 400 m gát       |           |           |           | 56,26    | 4.       | 20.      | 56,83    | 7.       | 21.      | kiesett  | kiesett  |
| Victoria Mitchell                                                | 3000 m akadály  |           |           |           | 9:39,40  | 10.      | 29.      |          |          |          | kiesett  | kiesett  |
| Madeline Hills                                                   | 3000 m akadály  |           |           |           | 9:24,16  | 5.       | 9.       |          |          |          | 9:20,38  | 7.       |
| Madeline Hills                                                   | 5000 m          |           |           |           | 15:21,33 | 6.       | 13.      |          |          |          | 15:04,05 | 10.      |
| Genevieve LaCaze                                                 | 5000 m          |           |           |           | 15:20,45 | 7.       | 12.      |          |          |          | 15:10,35 | 12.      |
| Genevieve LaCaze                                                 | 3000 m akadály  |           |           |           | 9:26,25  | 2.       | 11.      |          |          |          | 9:45,95  | 15.      |
| Milly Clark                                                      | Maraton         |           |           |           |          |          |          |          |          |          | 2:30:53  | 18.      |
| Jessica Tengrove                                                 | Maraton         |           |           |           |          |          |          |          |          |          | 2:31:44  | 22.      |
| Lisa Weightman                                                   | Maraton         |           |           |           |          |          |          |          |          |          | 2:34:41  | 31.      |
| Tanya Holliday                                                   | 20 km gyaloglás |           |           |           |          |          |          |          |          |          | 1:34:22  | 26.      |
| Regan Lamble                                                     | 20 km gyaloglás |           |           |           |          |          |          |          |          |          | 1:30:28  | 9.       |
| Rachel Tallent                                                   | 20 km gyaloglás |           |           |           |          |          |          |          |          |          | 1:37:08  | 40.      |
| Jessica Thornton Anneliese Rubie Caitlin Sargent Morgan Mitchell | 4 × 400 m váltó |           |           |           | 3:25,71  | 4.       | 8.       |          |          |          | 3:27,45  | 8.       |

| Versenyző         | Versenyszám   | Selejtező | Selejtező | Döntő    | Döntő    |
| Versenyző         | Versenyszám   | Eredmény  | Helyezés  | Eredmény | Helyezés |
| ----------------- | ------------- | --------- | --------- | -------- | -------- |
| Eleanor Patterson | Magasugrás    | 189 cm    | 22.**     | kiesett  | kiesett  |
| Alana Boyd        | Rúdugrás      | 455 cm    | 8.***     | 480 cm   | 4.       |
| Chelsea Jaensch   | Távolugrás    | 641 cm    | 17.       | kiesett  | kiesett  |
| Brooke Stratton   | Távolugrás    | 656 cm    | 9.        | 674 cm   | 7.       |
| Dani Samuels      | Diszkoszvetés | 64,46 m   | 4.        | 64,90 m  | 4.       |
| Kathryn Mitchell  | Gerelyhajítás | 61,63 m   | 12.       | 64,36 m  | 6.       |
| Kimberley Mickle  | Gerelyhajítás | 57,20 m   | 22.       | kiesett  | kiesett  |
| Kelsey-Lee Barber | Gerelyhajítás | 55,25 m   | 28.       | kiesett  | kiesett  |

* - egy másik versenyzővel azonos eredményt ért el

** - két másik versenyzővel azonos eredményt ért el

*** - négy másik versenyzővel azonos eredményt ért el

## Birkózás

### Férfi
Kötöttfogású
| Versenyző  | Versenyszám | Selejtező         | Nyolcaddöntő                      | Negyeddöntő       | Elődöntő          | Vigaszág első kör | Vigaszág elődöntő | Bronz- mérkőzés   | Döntő             | Helyezés |
| Versenyző  | Versenyszám | Ellenfél Eredmény | Ellenfél Eredmény                 | Ellenfél Eredmény | Ellenfél Eredmény | Ellenfél Eredmény | Ellenfél Eredmény | Ellenfél Eredmény | Ellenfél Eredmény | Helyezés |
| ---------- | ----------- | ----------------- | --------------------------------- | ----------------- | ----------------- | ----------------- | ----------------- | ----------------- | ----------------- | -------- |
| Ivan Popov | 130 kg      | erőnyerő          | Johan Eurén (SWE) · 0–9 kétvállas | kiesett           | kiesett           | kiesett           | kiesett           | kiesett           | kiesett           | 17.      |

Szabadfogású
| Versenyző      | Versenyszám | Selejtező                             | Nyolcaddöntő      | Negyeddöntő       | Elődöntő          | Vigaszág első kör | Vigaszág elődöntő | Bronz- mérkőzés   | Döntő             | Helyezés |
| Versenyző      | Versenyszám | Ellenfél Eredmény                     | Ellenfél Eredmény | Ellenfél Eredmény | Ellenfél Eredmény | Ellenfél Eredmény | Ellenfél Eredmény | Ellenfél Eredmény | Ellenfél Eredmény | Helyezés |
| -------------- | ----------- | ------------------------------------- | ----------------- | ----------------- | ----------------- | ----------------- | ----------------- | ----------------- | ----------------- | -------- |
| Sahit Prizreni | 65 kg       | Katai Yeerlanbieke (CHN) · 1–6        | kiesett           | kiesett           | kiesett           | kiesett           | kiesett           | kiesett           | kiesett           | 19.      |
| Talgat Ilyasov | 74 kg       | Takatani Szószuke (JPN) · 0–6 feladta | kiesett           | kiesett           | kiesett           | kiesett           | kiesett           | kiesett           | kiesett           | 17.      |

## Cselgáncs
Férfi
| Versenyző     | Versenyszám | Selejtező         | 32-es főtábla                           | Nyolcaddöntő                        | Negyeddöntő       | Elődöntő          | Vigaszág elődöntő | Bronz- mérkőzés   | Döntő             | Helyezés |
| Versenyző     | Versenyszám | Ellenfél Eredmény | Ellenfél Eredmény                       | Ellenfél Eredmény                   | Ellenfél Eredmény | Ellenfél Eredmény | Ellenfél Eredmény | Ellenfél Eredmény | Ellenfél Eredmény | Helyezés |
| ------------- | ----------- | ----------------- | --------------------------------------- | ----------------------------------- | ----------------- | ----------------- | ----------------- | ----------------- | ----------------- | -------- |
| Joshua Katz   | Légsúly     | erőnyerő          | Diyorbek Urozboev (UZB) · 000(0)–100(0) | kiesett                             | kiesett           | kiesett           |                   |                   |                   | 17.      |
| Nathan Katz   | Harmatsúly  | erőnyerő          | Imad Bassou (MAR) · 000(1)–001(3)       | kiesett                             | kiesett           | kiesett           |                   |                   |                   | 17.      |
| Jake Bensted  | Könnyűsúly  | erőnyerő          | Andrew Mlugu (TAN) · 100(0)-000(0)      | Rüstəm Orucov (AZE) · 000(1)–100(0) | kiesett           | kiesett           |                   |                   |                   | 9.       |
| Eoin Coughlan | Váltósúly   | erőnyerő          | Lee Seung-Su (KOR) · 000(1)–100(0)      | kiesett                             | kiesett           | kiesett           |                   |                   |                   | 17.      |

Női
| Versenyző         | Versenyszám  | Selejtező                            | Nyolcaddöntő                       | Negyeddöntő       | Elődöntő          | Vigaszág elődöntő | Bronz- mérkőzés   | Döntő             | Helyezés |
| Versenyző         | Versenyszám  | Ellenfél Eredmény                    | Ellenfél Eredmény                  | Ellenfél Eredmény | Ellenfél Eredmény | Ellenfél Eredmény | Ellenfél Eredmény | Ellenfél Eredmény | Helyezés |
| ----------------- | ------------ | ------------------------------------ | ---------------------------------- | ----------------- | ----------------- | ----------------- | ----------------- | ----------------- | -------- |
| Chloe Rayner      | Légsúly      | Laëtitia Payet (FRA) · 000(0)–101(0) | kiesett                            | kiesett           | kiesett           |                   |                   |                   | 17.      |
| Katharina Haecker | Váltósúly    | Laura Sallés (AND) · 100(0)-000(1)   | Miku Tashiro (JPN) · 000(3)–111(0) | kiesett           | kiesett           |                   |                   |                   | 9.       |
| Miranda Giambelli | Félnehézsúly | erőnyerő                             | Mayra Aguiar (BRA) · 000(0)–100(0) | kiesett           | kiesett           |                   |                   |                   | 9.       |

## Evezés
Férfi
| Versenyző                                                                | Versenyszám              | Előfutam | Előfutam | Vigaszág | Vigaszág | Negyeddöntő | Negyeddöntő | Elődöntő | Elődöntő | Elődöntő | Döntő | Döntő   | Döntő | Helyezés |
| Versenyző                                                                | Versenyszám              | Idő      | Hely.    | Idő      | Hely.    | Idő         | Hely.       | Típus    | Idő      | Hely.    | Típus | Idő     | Hely. | Helyezés |
| ------------------------------------------------------------------------ | ------------------------ | -------- | -------- | -------- | -------- | ----------- | ----------- | -------- | -------- | -------- | ----- | ------- | ----- | -------- |
| Rhys Grant                                                               | Egypárevezős             | 7:28,83  | 2.       | erőnyerő | erőnyerő | 6:55,14     | 2.          | A/B      | 7:14,68  | 5.       | B     | 6:51,90 | 3.    | 9.       |
| David Watts Chris Morgan                                                 | Kétpárevezős             | 6:36,39  | 3.       | erőnyerő | erőnyerő |             |             | A/B      | 6:19,36  | 5.       | B     | 6:58,11 | 1.    | 7.       |
| Spencer Turrin Alexander Lloyd                                           | Kormányos nélküli kettes | 6:40,79  | 1.       | erőnyerő | erőnyerő |             |             | A/B      | 6:25,25  | 2.       | A     | 7:11,60 | 6.    | 6.       |
| Karsten Forsterling Alexander Belonogoff Cameron Girdlestone James McRae | Négypárevezős            | 5:50,98  | 1.       | erőnyerő | erőnyerő |             |             |          |          |          | A     | 6:07,96 | 2.    |          |
| William Lockwood Josh Dunkley-Smith Joshua Booth Alexander Hill          | Kormányos nélküli négyes | 5:54,84  | 1.       | erőnyerő | erőnyerő |             |             | A/B      | 6:11,82  | 1.       | A     | 6:00,44 | 2.    |          |

Női
| Versenyző | Versenyszám   | Előfutam | Előfutam | Vigaszág | Vigaszág | Negyeddöntő | Negyeddöntő | Elődöntő | Elődöntő | Elődöntő | Döntő   | Döntő   | Döntő   | Helyezés |
| Versenyző | Versenyszám   | Idő      | Hely.    | Idő      | Hely.    | Idő         | Hely.       | Típus    | Idő      | Hely.    | Típus   | Idő     | Hely.   | Helyezés |
| --- | ------------- | -------- | -------- | -------- | -------- | ----------- | ----------- | -------- | -------- | -------- | ------- | ------- | ------- | -------- |
| Kim Brennan | Egypárevezős  | 8:22,82  | 3.       | erőnyerő | erőnyerő | 7:26,86     | 1.          | A/B      | 7:47,88  | 1.       | A       | 7:21,54 | 1.      |          |
| Sally Kehoe Genevieve Horton | Kétpárevezős  | 7:17,34  | 2.       | erőnyerő | erőnyerő |             |             | A/B      | 6:55,37  | 4.       | B       | 7:42,30 | 3.      | 9.       |
| Jessica Hall Kerry Hore Jennifer Cleary Madeleine Edmunds                                                                                               | Négypárevezős | 6:37,43  | 2.       | 6:28,60  | 5.       |             |             |          |          |          | kiesett | kiesett | kiesett | 7.       |
| Fiona Albert Jessica Morrison Alexandra Hagan Meaghan Volker Molly Goodman Olympia Aldersey Lucy Stephan Charlotte Sutherland Sarah Banting (kormányos) | Nyolcas       | 6:22,68  | 4.       | 6:40,45  | 5.       |             |             |          |          |          | kiesett | kiesett | kiesett | 7.       |

## Golf
| Versenyző     | Versenyszám  | 1. forduló | 1. forduló | 2. forduló | 2. forduló | 3. forduló | 3. forduló | 4. forduló | 4. forduló | Összesen | Összesen | Összesen |
| Versenyző     | Versenyszám  | Pont       | Par        | Pont       | Par        | Pont       | Par        | Pont       | Par        | Pontszám | Par      | Helyezés |
| ------------- | ------------ | ---------- | ---------- | ---------- | ---------- | ---------- | ---------- | ---------- | ---------- | -------- | -------- | -------- |
| Marcus Fraser | Férfi egyéni | 63         | −8         | 69         | −2         | 72         | +1         | 72         | +1         | 276      | −8       | 5.       |
| Scott Hend    | Férfi egyéni | 74         | +3         | 69         | −2         | 71         | 0          | 71         | 0          | 285      | +1       | 39.      |
| Minjee Lee    | Női egyéni   | 69         | −2         | 67         | −4         | 73         | +2         | 67         | −4         | 276      | −8       | 7.       |
| Su-Hyun Oh    | Női egyéni   | 71         | 0          | 72         | +1         | 66         | −5         | 70         | −1         | 279      | −5       | 13.      |

## Gyeplabda

### Férfi
| Ausztrál férfi gyeplabdacsapat-játékoskeret                                                                                   | Ausztrál férfi gyeplabdacsapat-játékoskeret                                                                                         |
| --- | --- |
| - Daniel Beale - Andrew Charter - Chris Ciriello - Matt Dawson - Timothy Deavin - Jamie Dwyer - Matthew Gohdes - Blake Govers | - Fergus Kavanagh - Mark Knowles (C) - Eddie Ockenden - Simon Orchard - Matthew Swann - Glenn Turner - Jake Whetton - Aran Zalewski |

#### Eredmények
Csoportkör
A csoport
| Csapat               | M | Gy | D | V | G+ | G– | Gk  | P  |
| -------------------- | - | -- | - | - | -- | -- | --- | -- |
| Belgium (BEL)        | 5 | 4  | 0 | 1 | 21 | 5  | +16 | 12 |
| Spanyolország (ESP)  | 5 | 3  | 1 | 1 | 13 | 6  | +7  | 10 |
| Ausztrália (AUS)     | 5 | 3  | 0 | 2 | 13 | 4  | +9  | 9  |
| Új-Zéland (NZL)      | 5 | 2  | 1 | 2 | 17 | 8  | +9  | 7  |
| Nagy-Britannia (GBR) | 5 | 1  | 2 | 2 | 14 | 10 | +4  | 5  |
| Brazília (BRA)       | 5 | 0  | 0 | 5 | 1  | 46 | –45 | 0  |

| 2016. augusztus 6. 13:30 (18:30) | Ausztrália (AUS)         | 2–1         | Új-Zéland (NZL) | Játékvezetők: Christian Blasch (GER) Germán Montes de Oca (ARG) |
| 2016. augusztus 6. 13:30 (18:30) | Ciriello 8' · Gohdes 23' | Jegyzőkönyv | Child 31'       | Játékvezetők: Christian Blasch (GER) Germán Montes de Oca (ARG) |

| 2016. augusztus 7. 20:30 (01:30) | Ausztrália (AUS) | 0–1         | Spanyolország (ESP) | Játékvezetők: Christian Blasch (GER) Coen van Bunge (NED) |
| 2016. augusztus 7. 20:30 (01:30) |                  | Jegyzőkönyv | Casasayas 6'        | Játékvezetők: Christian Blasch (GER) Coen van Bunge (NED) |

| 2016. augusztus 9. 20:30 (01:30) | Belgium (BEL) | 1–0         | Ausztrália (AUS) | Játékvezetők: John Wright (RSA) Marcin Grochal (POL) |
| 2016. augusztus 9. 20:30 (01:30) | Cosyns 16'    | Jegyzőkönyv |                  | Játékvezetők: John Wright (RSA) Marcin Grochal (POL) |

| 2016. augusztus 10. 20:30 (01:30) | Nagy-Britannia (GBR) | 1–2         | Ausztrália (AUS)           | Játékvezetők: Marcin Grochal (POL) John Wright (RSA) |
| 2016. augusztus 10. 20:30 (01:30) | Jackson 58'          | Jegyzőkönyv | Zalewski 50' · Whetton 55' | Játékvezetők: Marcin Grochal (POL) John Wright (RSA) |

| 2016. augusztus 12. 20:30 (01:30) | Ausztrália (AUS)                                                                | 9–0         | Brazília (BRA) | Játékvezetők: Javed Shaikh (IND) Lim Hong Zhen (SIN) |
| 2016. augusztus 12. 20:30 (01:30) | Dwyer 7', 9' · Gohdes 11' · Turner 20', 24', 27' · Dawson 35' · Govers 45', 59' | Jegyzőkönyv |                | Játékvezetők: Javed Shaikh (IND) Lim Hong Zhen (SIN) |

Negyeddöntő
| 2016. augusztus 14. 18:00 (23:00) | Hollandia (NED)                                            | 4–0         | Ausztrália (AUS) | Játékvezetők: Christian Blasch (GER) Paco Vázquez (ESP) |
| 2016. augusztus 14. 18:00 (23:00) | Bakker 1' · De Voogd 28' · Verga 33' · Van der Weerden 49' | Jegyzőkönyv |                  | Játékvezetők: Christian Blasch (GER) Paco Vázquez (ESP) |

| Csapat           | Helyezés |
| ---------------- | -------- |
| Ausztrália (AUS) | 6.       |

### Női
| Ausztrál női gyeplabdacsapat-játékoskeret | Ausztrál női gyeplabdacsapat-játékoskeret                                                                                                 |
| --- | --- |
| - Madonna Blyth (C) - Edwina Bone - Jane-Anne Claxton - Kirstin Dwyer - Casey Eastham-Sablowski - Rachael Lynch - Karri McMahon - Georgina Morgan | - Gabrielle Nance - Georgie Parker - Brooke Peris - Jodie Schulz-Kenny - Kathryn Slattery - Emily Smith - Grace Stewart - Mariah Williams |

#### Eredmények
Csoportkör
B csoport
| Csapat                 | M | Gy | D | V | G+ | G– | Gk  | P  |
| ---------------------- | - | -- | - | - | -- | -- | --- | -- |
| Nagy-Britannia (GBR)   | 5 | 5  | 0 | 0 | 12 | 4  | +8  | 15 |
| Egyesült Államok (USA) | 5 | 4  | 0 | 1 | 14 | 5  | +9  | 12 |
| Ausztrália (AUS)       | 5 | 3  | 0 | 2 | 11 | 5  | +6  | 9  |
| Argentína (ARG)        | 5 | 2  | 0 | 3 | 12 | 6  | +6  | 6  |
| Japán (JPN)            | 5 | 0  | 1 | 4 | 3  | 16 | –13 | 1  |
| India (IND)            | 5 | 0  | 1 | 4 | 3  | 19 | –16 | 1  |

| 2016. augusztus 6. 20:30 (01:30) | Nagy-Britannia (GBR)    | 2–1         | Ausztrália (AUS) | Játékvezetők: Laurine Delforge (BEL) Irene Presenqui (ARG) |
| 2016. augusztus 6. 20:30 (01:30) | Owsley 26' · Danson 43' | Jegyzőkönyv | Morgan 33'       | Játékvezetők: Laurine Delforge (BEL) Irene Presenqui (ARG) |

| 2016. augusztus 8. 10:00 (15:00) | Ausztrália (AUS) | 1–2         | Egyesült Államok (USA)       | Játékvezetők: Elena Eskina (RUS) Carolina de la Fuente (ARG) |
| 2016. augusztus 8. 10:00 (15:00) | Slattery 43'     | Jegyzőkönyv | Vittese 25' · Van Sickle 41' | Játékvezetők: Elena Eskina (RUS) Carolina de la Fuente (ARG) |

| 2016. augusztus 10. 11:00 (16:00) | India (IND)  | 1–6         | Ausztrália (AUS)                                                    | Játékvezetők: Soledad Iparraguiree (ARG) Sarah Wilson (GBR) |
| 2016. augusztus 10. 11:00 (16:00) | Thokchom 60' | Jegyzőkönyv | Slattery 5' · Morgan 9' · Claxton 35' · Parker 36' · Kenny 43', 46' | Játékvezetők: Soledad Iparraguiree (ARG) Sarah Wilson (GBR) |

| 2016. augusztus 11. 18:00 (23:00) | Ausztrália (AUS) | 1–0         | Argentína (ARG) | Játékvezetők: Laurine Delforge (BEL) Amy Baxter (USA) |
| 2016. augusztus 11. 18:00 (23:00) | Smith 33'        | Jegyzőkönyv |                 | Játékvezetők: Laurine Delforge (BEL) Amy Baxter (USA) |

| 2016. augusztus 13. 19:30 (00:30) | Ausztrália (AUS)         | 2–0         | Japán (JPN) | Játékvezetők: Elena Eskina (RUS) Kelly Hudson (NZL) |
| 2016. augusztus 13. 19:30 (00:30) | Williams 17' · Smith 55' | Jegyzőkönyv |             | Játékvezetők: Elena Eskina (RUS) Kelly Hudson (NZL) |

Negyeddöntő
| 2016. augusztus 15. 10:00 (15:00) | Új-Zéland (NZL)                                | 4–2         | Ausztrália (AUS)  | Játékvezetők: Irene Presenqui (ARG) Sarah Wilson (GBR) |
| 2016. augusztus 15. 10:00 (15:00) | McLaren 7' · Smith 24' · Flynn 39' · Merry 44' | Jegyzőkönyv | Slattery 33', 59' | Játékvezetők: Irene Presenqui (ARG) Sarah Wilson (GBR) |

| Csapat           | Helyezés |
| ---------------- | -------- |
| Ausztrália (AUS) | 6.       |

## Íjászat
Férfi
| Versenyző                          | Versenyszám | Selejtező | Selejtező | 64-es főtábla                      | 32-es főtábla                 | Nyolcaddöntő                       | Negyeddöntő                                                                            | Elődöntő | Döntő | Helyezés |
| Versenyző                          | Versenyszám | Pont      | Kiemelés  | Ellenfél Eredmény                  | Ellenfél Eredmény             | Ellenfél Eredmény                  | Ellenfél Eredmény                                                                      | Ellenfél Eredmény                                                                                              | Ellenfél Eredmény | Helyezés |
| ---------------------------------- | ----------- | --------- | --------- | ---------------------------------- | ----------------------------- | ---------------------------------- | -------------------------------------------------------------------------------------- | --- | --- | -------- |
| Alec Potts                         | Egyéni      | 666       | 20.       | Bernardo Oliveira (BRA)(45.) · 4-6 | kiesett                       | kiesett                            | kiesett                                                                                | kiesett | kiesett | 33.      |
| Ryan Tyack                         | Egyéni      | 665       | 23.       | Robin Ramaekers (BEL)(42.) · 2-6   | kiesett                       | kiesett                            | kiesett                                                                                | kiesett | kiesett | 33.      |
| Taylor Worth                       | Egyéni      | 674       | 14.       | Ahmed El-Nemr (EGY)(51.) · 6-0     | Elías Malavé (VEN)(46.) · 6-4 | Antonio Fernández (ESP)(35.) · 7-3 | Ku Boncshan (Ku Bon-chan) (KOR)(6.) · 5-6                                              | kiesett | kiesett | 5.       |
| Alec Potts Ryan Tyack Taylor Worth | Csapat      | 2005      | 4.        |                                    |                               | erőnyerő                           | Franciaország (FRA) · Lucas Daniel · Pierre Plihon · Jean-Charles Valladont (5.) · 5–3 | Dél-Korea (KOR) · Kim Udzsin (Kim Woo-jin) · Ku Boncshan (Ku Bon-chan) · I Szungjun (Lee Seung-yun) (1.) · 0–6 | Bronzmérkőzés · Kína (CHN) · Ku Hszüe-szung (Gu Xuesong) · Vang Ta-peng (Wang Dapeng) · Hszing Jü (Xing Yu) (6.) · 6–2 |          |

Női
| Versenyző    | Versenyszám | Selejtező | Selejtező | 64-es főtábla                 | 32-es főtábla                            | Nyolcaddöntő      | Negyeddöntő       | Elődöntő          | Döntő             | Helyezés |
| Versenyző    | Versenyszám | Pont      | Kiemelés  | Ellenfél Eredmény             | Ellenfél Eredmény                        | Ellenfél Eredmény | Ellenfél Eredmény | Ellenfél Eredmény | Ellenfél Eredmény | Helyezés |
| ------------ | ----------- | --------- | --------- | ----------------------------- | ---------------------------------------- | ----------------- | ----------------- | ----------------- | ----------------- | -------- |
| Alice Ingley | Egyéni      | 593       | 58.       | Lucilla Boari (ITA)(7.) · 7-1 | Ane Marcelle dos Santos (BRA)(26.) · 2-6 | kiesett           | kiesett           | kiesett           | kiesett           | 17.      |

## Kajak-kenu

### Gyorsasági
Férfi
| Versenyző                                             | Versenyszám         | Előfutam | Előfutam | Előfutam | Elődöntő | Elődöntő | Elődöntő | Döntő   | Döntő    | Döntő    | Helyezés |
| Versenyző                                             | Versenyszám         | Idő      | Hely.    | Össz.    | Idő      | Hely.    | Össz.    | Típus   | Idő      | Helyezés | Helyezés |
| ----------------------------------------------------- | ------------------- | -------- | -------- | -------- | -------- | -------- | -------- | ------- | -------- | -------- | -------- |
| Stephen Bird                                          | Kajak egyes 200 m   | 34,650   | 2.       | 4.       | 34,584   | 2.       | 5.       | A       | 36,426   | 8.       | 8.       |
| Murray Stewart                                        | Kajak egyes 1000 m  | 3:36,210 | 2.       | 9.       | 3:32,602 | 1.       | 1.       | A       | 3:33,741 | 4.       | 4.       |
| Jordan Wood Daniel Bowker                             | Kajak kettes 200 m  | 34,246   | 6.       | 13.      | 34,845   | 6.       | 10.      | B       | 35,334   | 3.       | 11.      |
| Ken Wallace Lachlan Tame                              | Kajak kettes 1000 m | 3:23,019 | 2.       | 3.       | 3:16,635 | 1.       | 1.       | A       | 3:12,593 | 3.       |          |
| Ken Wallace Riley Fitzsimmons Jacob Clear Jordan Wood | Kajak négyes 1000 m | 2:55,666 | 3.       | 6.       | 2:58,222 | 1.       | 1.       | A       | 3:06,731 | 4.       | 4.       |
| Szekszárdi Ferenc                                     | Kenu egyes 200 m    | 44,292   | 6.       | 24.      | kiesett  | kiesett  | kiesett  | kiesett | kiesett  | kiesett  | 24.      |
| Martin Marinov                                        | Kenu egyes 1000 m   | 4:33,166 | 6.       | 15.      | 4:24,723 | 7.       | 12.      | B       | 4:15,524 | 7.       | 14.      |
| Szekszárdi Ferenc Martin Marinov                      | Kenu kettes 1000 m  | 4:07,372 | 4.       | 10.      | 4:13,754 | 5.       | 8.       | B       | 4:10,238 | 2.       | 10.      |

Női
| Versenyző                 | Versenyszám        | Előfutam | Előfutam | Előfutam | Elődöntő | Elődöntő | Elődöntő | Döntő   | Döntő    | Döntő    | Helyezés |
| Versenyző                 | Versenyszám        | Idő      | Hely.    | Össz.    | Idő      | Hely.    | Össz.    | Típus   | Idő      | Helyezés | Helyezés |
| ------------------------- | ------------------ | -------- | -------- | -------- | -------- | -------- | -------- | ------- | -------- | -------- | -------- |
| Naomi Flood               | Kajak egyes 500 m  | 1:54,150 | 6.       | 10.      | 2:01,910 | 6.       | 20.      | kiesett | kiesett  | kiesett  | 20.      |
| Alyssa Bull Alyce Burnett | Kajak kettes 500 m | 1:46,933 | 7.       | 14.      | 1:44,290 | 3.       | 7.       | A       | 1:51,915 | 8.       | 8.       |

### Szlalom
Férfi
| Versenyző      | Versenyszám | Selejtező | Selejtező | Selejtező | Selejtező | Selejtező     | Selejtező     | Elődöntő | Elődöntő | Döntő   | Döntő    |
| Versenyző      | Versenyszám | 1. futam  | 1. futam  | 2. futam  | 2. futam  | Jobb eredmény | Jobb eredmény | Elődöntő | Elődöntő | Döntő   | Döntő    |
| Versenyző      | Versenyszám | Pont      | Hely.     | Pont      | Hely.     | Pont          | Hely.         | Pont     | Hely.    | Pont    | Helyezés |
| -------------- | ----------- | --------- | --------- | --------- | --------- | ------------- | ------------- | -------- | -------- | ------- | -------- |
| Lucien Delfour | Kajak egyes | 94,30     | 13.       | 138,72    | 21.       | 94,30         | 17.           | kiesett  | kiesett  | kiesett | kiesett  |
| Ian Borrows    | Kenu egyes  | 97,40     | 5.        | 151,77    | 17.       | 97,40         | 9.            | 101,32   | 11.      | kiesett | kiesett  |

Női
| Versenyző   | Versenyszám | Selejtező | Selejtező | Selejtező | Selejtező | Selejtező     | Selejtező     | Elődöntő | Elődöntő | Döntő  | Döntő    |
| Versenyző   | Versenyszám | 1. futam  | 1. futam  | 2. futam  | 2. futam  | Jobb eredmény | Jobb eredmény | Elődöntő | Elődöntő | Döntő  | Döntő    |
| Versenyző   | Versenyszám | Pont      | Hely.     | Pont      | Hely.     | Pont          | Hely.         | Pont     | Hely.    | Pont   | Helyezés |
| ----------- | ----------- | --------- | --------- | --------- | --------- | ------------- | ------------- | -------- | -------- | ------ | -------- |
| Jessica Fox | Kajak egyes | 107,88    | 8.        | 99,51     | 2.        | 99,51         | 2.            | 104,50   | 5.       | 102,49 |          |

## Kerékpározás

### BMX
| Versenyző         | Versenyszám | Selejtező | Selejtező | Negyeddöntő | Negyeddöntő | Elődöntő | Elődöntő | Döntő         | Döntő         | Helyezés |
| Versenyző         | Versenyszám | Idő       | Helyezés  | Pont        | Helyezés    | Pont     | Helyezés | Idő           | Helyezés      | Helyezés |
| ----------------- | ----------- | --------- | --------- | ----------- | ----------- | -------- | -------- | ------------- | ------------- | -------- |
| Anthony Dean      | Férfi       | 35,445    | 20.       | 4           | 1.          | 3        | 1.       | nem ért célba | nem ért célba | 8.       |
| Bodi Turner       | Férfi       | 35,333    | 13.       | 18          | 5.          | kiesett  | kiesett  | kiesett       | kiesett       | 20.      |
| Sam Willoughby    | Férfi       | 34,714    | 3.        | 3           | 1.          | 3        | 1.       | 36,325        | 6.            | 6.       |
| Caroline Buchanan | Női         | 34,752    | 2.        |             |             | 13       | 5.       | kiesett       | kiesett       | 9.       |
| Lauren Reynolds   | Női         | 35,666    | 10.       |             |             | 17       | 6.       | kiesett       | kiesett       | 11.      |

### Hegyi-kerékpározás
| Versenyző         | Versenyszám        | Idő        | Helyezés |
| ----------------- | ------------------ | ---------- | -------- |
| Scott Bowden      | Férfi terepverseny | lekörözték | 36.      |
| Daniel McConnell  | Férfi terepverseny | 1:38:42    | 16.      |
| Rebecca Henderson | Női terepverseny   | lekörözték | 25.      |

### Országúti kerékpározás
Férfi
| Versenyző    | Versenyszám   | Idő             | Helyezés      |
| ------------ | ------------- | --------------- | ------------- |
| Scott Bowden | Mezőnyverseny | nem ért célba   | nem ért célba |
| Simon Clarke | Mezőnyverseny | 6:16:17 (+6:12) | 25.           |
| Richie Porte | Mezőnyverseny | nem ért célba   | nem ért célba |
| Rohan Dennis | Mezőnyverseny | nem ért célba   | nem ért célba |
| Rohan Dennis | Időfutam      | 1:13:25,66      | 5.            |

Női
| Versenyző      | Versenyszám   | Idő              | Helyezés      |
| -------------- | ------------- | ---------------- | ------------- |
| Gracie Elvin   | Mezőnyverseny | 4:03:01 (+11:34) | 49.           |
| Rachel Neylan  | Mezőnyverseny | 3:56:34 (+5:07)  | 22.           |
| Amanda Spratt  | Mezőnyverseny | 3:55:36 (+4:09)  | 15.           |
| Katrin Garfoot | Mezőnyverseny | nem ért célba    | nem ért célba |
| Katrin Garfoot | Időfutam      | 45:35,03         | 9.            |

### Pálya-kerékpározás
Sprintversenyek
| Versenyző                                      | Versenyszám  | Selejtező | Selejtező | 1. forduló                          | Vigaszág                                                           | Vigaszág | 2. forduló                     | Vigaszág                                                          | Vigaszág | 9–12. helyért                                                             | 9–12. helyért | Negyeddöntő                                                                      | 5–8. helyért                                                        | 5–8. helyért | Elődöntő                              | Döntő                                                                                              | Helyezés |
| Versenyző                                      | Versenyszám  | Idő       | Hely.     | Ellenfél Győztes idő                | Ellenfelek Győztes idő                                             | Hely.    | Ellenfél Győztes idő           | Ellenfelek Győztes idő                                            | Hely.    | Ellenfelek Győztes idő                                                    | Hely.         | Ellenfél Győztes idő                                                             | Ellenfelek Győztes idő                                              | Hely.        | Ellenfél Győztes idő                  | Ellenfél Győztes idő                                                                               | Helyezés |
| ---------------------------------------------- | ------------ | --------- | --------- | ----------------------------------- | ------------------------------------------------------------------ | -------- | ------------------------------ | ----------------------------------------------------------------- | -------- | ------------------------------------------------------------------------- | ------------- | -------------------------------------------------------------------------------- | ------------------------------------------------------------------- | ------------ | ------------------------------------- | -------------------------------------------------------------------------------------------------- | -------- |
| Patrick Constable                              | Férfi egyéni | 10,010    | 17.       | Callum Skinner (GBR) · 10,254       | Damian Zieliński (POL) · Pavel Kelemen (CZE) · 10,363              | 1.       | Callum Skinner (GBR) · 10,359  | Maximilian Levy (GER) · Jeffrey Hoogland (NED) · 10,456           | 1.       |                                                                           |               | Jason Kenny (GBR) · 10,341; 10,219                                               | Joachim Eilers (GER) · Xu Chao (CHN) · Grégory Baugé (FRA) · 10,525 | 4.           |                                       | | 8.       |
| Matthew Glaetzer                               | Férfi egyéni | 9,704     | 3.        | Fabián Puerta (COL) · 10,299        |                                                                    |          | Maximilian Levy (GER) · 10,166 |                                                                   |          |                                                                           |               | Joachim Eilers (GER) · 10,456; 10,401                                            |                                                                     |              | Callum Skinner (GBR) · 10,119; 10,244 | Bronzmérkőzés · Gyenyisz Dmitrijev (RUS) · 10,105; 10,190                                          | 4.       |
| Anna Meares                                    | Női egyéni   | 10,947    | 9.        | Simona Krupeckaitė (LTU) · 11,308   | Volha Panarina (AZE) · Laurine van Riessen (NED) · 11,716          | 1.       | Lee Wai Sze (HKG) · 11,551     | Csung Tien-si (Zhong Tianshi) (CHN) · Miriam Welte (GER) · 11,557 | 2.       | Natasha Hansen (NZL) · Miriam Welte (GER) · Virginie Cueff (FRA) · 11,795 | 2.            |                                                                                  |                                                                     |              |                                       | | 10.      |
| Stephanie Morton                               | Női egyéni   | 10,875    | 8.        | Anasztaszija Vojnova (RUS) · 11,503 | Virginie Cueff (FRA) · Kung Csin-csie (Gong Jinjie) (CHN) · 11,496 | 2.       | kiesett                        | kiesett                                                           | kiesett  | kiesett                                                                   | kiesett       | kiesett                                                                          | kiesett                                                             | kiesett      | kiesett                               | kiesett                                                                                            | 13.      |
| Patrick Constable Matthew Glaetzer Nathan Hart | Férfi csapat | 43,158    | 3.        |                                     |                                                                    |          |                                |                                                                   |          |                                                                           |               | Hollandia (NED) · Theo Bos · Nils van 't Hoenderdaal · Jeffrey Hoogland · 43,166 |                                                                     |              |                                       | Bronzmérkőzés · Franciaország (FRA) · Grégory Baugé · Michaël D'Almeida · François Pervis · 43,298 | 4.       |
| Anna Meares Stephanie Morton                   | Női csapat   | 32,881    | 4.        |                                     |                                                                    |          |                                |                                                                   |          |                                                                           |               | Hollandia (NED) · Elis Ligtlee · Laurine van Riessen · 32,636                    |                                                                     |              |                                       | Bronzmérkőzés · Németország (GER) · Kristina Vogel · Miriam Welte · 32,636                         | 4.       |

Üldözőversenyek
| Versenyző                                                                  | Versenyszám  | Selejtező | Selejtező | Elődöntő                                                                                          | Elődöntő  | Elődöntő | Döntő | Döntő     | Döntő    |
| Versenyző                                                                  | Versenyszám  | Idő       | Hely.     | Ellenfél Idő                                                                                      | Saját idő | Hely.    | Ellenfél Idő | Saját idő | Helyezés |
| -------------------------------------------------------------------------- | ------------ | --------- | --------- | ------------------------------------------------------------------------------------------------- | --------- | -------- | --- | --------- | -------- |
| Jack Bobridge Alex Edmondson Michael Hepburn Callum Scotson Sam Welsford   | Férfi csapat | 3:55,606  | 3.        | Dánia (DEN) · Lasse Norman Hansen · Niklas Larsen · Frederik Madsen · Rasmus Quaade · 3:53,542    | 3:53,429  | 2.       | Nagy-Britannia (GBR) · Steven Burke · Ed Clancy · Owain Doull · Bradley Wiggins · 3:50,265                               | 3:51,008  |          |
| Ashlee Ankudinoff Georgia Baker Amy Cure Annette Edmondson Melissa Hoskins | Női csapat   | 4:19,059  | 3.        | Egyesült Államok (USA) · Kelly Catlin · Chloé Dygert · Sarah Hammer · Jennifer Valente · 4:12,282 | 4:20,262  | 5.       | 5. helyért · Olaszország (ITA) · Beatrice Bartelloni · Tatiana Guderzo · Francesca Pattaro · Silvia Valsecchi · 4:28,368 | 4:21,232  | 5.       |

Keirin
| Versenyző         | Versenyszám | 1. forduló | Vigaszág | 2. forduló | 7–12. helyért | Döntő    | Helyezés |
| Versenyző         | Versenyszám | Helyezés   | Helyezés | Helyezés   | Helyezés      | Helyezés | Helyezés |
| ----------------- | ----------- | ---------- | -------- | ---------- | ------------- | -------- | -------- |
| Patrick Constable | Férfi       | 5.         | 5.       | kiesett    | kiesett       | kiesett  | 25.      |
| Matthew Glaetzer  | Férfi       | 2.         | erőnyerő | 4.         | 4.            |          | 10.      |
| Anna Meares       | Női         | 2.         | erőnyerő | 1.         |               | 3.       |          |
| Stephanie Morton  | Női         | 5.         | 2.       | kiesett    | kiesett       | kiesett  | 13.      |

Omnium
| Versenyző    | Versenyszám | 15 km-es scratch | 15 km-es scratch | 4 km-es egyéni üldözőverseny | 4 km-es egyéni üldözőverseny | 4 km-es egyéni üldözőverseny | Kieséses verseny | Kieséses verseny | 1000 m-es időfutam | 1000 m-es időfutam | 1000 m-es időfutam | 250 méter repülő rajt | 250 méter repülő rajt | 250 méter repülő rajt | 30 km-es pontverseny | 30 km-es pontverseny | Összesítés | Összesítés |
| Versenyző    | Versenyszám | Pont             | Hely.            | Idő                          | Pont                         | Hely.                        | Pont             | Hely.            | Idő                | Pont               | Hely.              | Idő                   | Pont                  | Hely.                 | Pont                 | Hely.                | Pont       | Helyezés   |
| ------------ | ----------- | ---------------- | ---------------- | ---------------------------- | ---------------------------- | ---------------------------- | ---------------- | ---------------- | ------------------ | ------------------ | ------------------ | --------------------- | --------------------- | --------------------- | -------------------- | -------------------- | ---------- | ---------- |
| Glenn O'Shea | Férfi       | 34               | 4.               | 4:28,350                     | 20                           | 11.                          | 22               | 10.              | 1:02,332           | 38                 | 2.                 | 13,053                | 30                    | 6.                    | 0                    | 14.                  | 144        | 7.         |

| Versenyző         | Versenyszám | 10 km-es scratch | 10 km-es scratch | 3 km-es egyéni üldözőverseny | 3 km-es egyéni üldözőverseny | 3 km-es egyéni üldözőverseny | Kieséses verseny | Kieséses verseny | 500 m-es időfutam | 500 m-es időfutam | 500 m-es időfutam | 250 méter repülő rajt | 250 méter repülő rajt | 250 méter repülő rajt | 20 km-es pontverseny | 20 km-es pontverseny | Összesítés | Összesítés |
| Versenyző         | Versenyszám | Pont             | Hely.            | Idő                          | Pont                         | Hely.                        | Pont             | Hely.            | Idő               | Pont              | Hely.             | Idő                   | Pont                  | Hely.                 | Pont                 | Hely.                | Pont       | Helyezés   |
| ----------------- | ----------- | ---------------- | ---------------- | ---------------------------- | ---------------------------- | ---------------------------- | ---------------- | ---------------- | ----------------- | ----------------- | ----------------- | --------------------- | --------------------- | --------------------- | -------------------- | -------------------- | ---------- | ---------- |
| Annette Edmondson | Női         | 30               | 6.               | 3:33,818                     | 28                           | 7.                           | 32               | 5.               | 34,938            | 40                | 1.                | 13,878                | 38                    | 2.                    | 0                    | 16.                  | 168        | 8.         |

## Kosárlabda

### Férfi
| Ausztrál férfi kosárlabdacsapat-játékoskeret                                                            | Ausztrál férfi kosárlabdacsapat-játékoskeret                                              |
| --- | ----------------------------------------------------------------------------------------- |
| - David Andersen - Cameron Bairstow - Aron Baynes - Andrew Bogut - Ryan Broekhoff - Matthew Dellavedova | - Chris Goulding - Joe Ingles - Kevin Lisch - Damian Martin - Patrick Mills - Brock Motum |

#### Eredmények
Csoportkör
A csoport
| Hely. | Csapat           | M | Gy | V | P+  | P–  | Pk   | P  |
| ----- | ---------------- | - | -- | - | --- | --- | ---- | -- |
| 1.    | Egyesült Államok | 5 | 5  | 0 | 524 | 407 | +117 | 10 |
| 2.    | Ausztrália       | 5 | 4  | 1 | 444 | 368 | +76  | 9  |
| 3.    | Franciaország    | 5 | 3  | 2 | 423 | 378 | +45  | 8  |
| 4.    | Szerbia          | 5 | 2  | 3 | 426 | 387 | +39  | 7  |
| 5.    | Venezuela        | 5 | 1  | 4 | 315 | 444 | −129 | 6  |
| 6.    | Kína             | 5 | 0  | 5 | 318 | 466 | −148 | 5  |

| 2016. augusztus 6. 14:15 (19:15) | Ausztrália                               | 87–66     | Franciaország   | Carioca Arena 1, Rio de Janeiro Nézőszám: 8719 Játékvezetők: Cristiano Maranho (BRA), Steve Anderson (USA), Ferdinand Pascual (PHI) |
| 2016. augusztus 6. 14:15 (19:15) | (20–14, 16–19, 25–15, 26–16) Jegyzőkönyv |           |                 | Carioca Arena 1, Rio de Janeiro Nézőszám: 8719 Játékvezetők: Cristiano Maranho (BRA), Steve Anderson (USA), Ferdinand Pascual (PHI) |
| 2016. augusztus 6. 14:15 (19:15) | Mills 21                                 | Pont      | Parker 18       | Carioca Arena 1, Rio de Janeiro Nézőszám: 8719 Játékvezetők: Cristiano Maranho (BRA), Steve Anderson (USA), Ferdinand Pascual (PHI) |
| 2016. augusztus 6. 14:15 (19:15) | Baynes 8                                 | Lepattanó | Gobert 6        | Carioca Arena 1, Rio de Janeiro Nézőszám: 8719 Játékvezetők: Cristiano Maranho (BRA), Steve Anderson (USA), Ferdinand Pascual (PHI) |
| 2016. augusztus 6. 14:15 (19:15) | Dellavedova 10                           | Gólpassz  | Diaw, Heurtel 3 | Carioca Arena 1, Rio de Janeiro Nézőszám: 8719 Játékvezetők: Cristiano Maranho (BRA), Steve Anderson (USA), Ferdinand Pascual (PHI) |

| 2016. augusztus 8. 14:15 (19:15) | Szerbia                                  | 80–95     | Ausztrália     | Carioca Arena 1, Rio de Janeiro Nézőszám: 5409 Játékvezetők: Cristiano Maranho (BRA), Borys Ryzhyk (UKR), Guilherme Locatelli (BRA) |
| 2016. augusztus 8. 14:15 (19:15) | (23–26, 20–14, 20–22, 17–33) Jegyzőkönyv |           |                | Carioca Arena 1, Rio de Janeiro Nézőszám: 5409 Játékvezetők: Cristiano Maranho (BRA), Borys Ryzhyk (UKR), Guilherme Locatelli (BRA) |
| 2016. augusztus 8. 14:15 (19:15) | Raduljica 25                             | Pont      | Mills 26       | Carioca Arena 1, Rio de Janeiro Nézőszám: 5409 Játékvezetők: Cristiano Maranho (BRA), Borys Ryzhyk (UKR), Guilherme Locatelli (BRA) |
| 2016. augusztus 8. 14:15 (19:15) | Bogdanović 8                             | Lepattanó | Bogut 12       | Carioca Arena 1, Rio de Janeiro Nézőszám: 5409 Játékvezetők: Cristiano Maranho (BRA), Borys Ryzhyk (UKR), Guilherme Locatelli (BRA) |
| 2016. augusztus 8. 14:15 (19:15) | Marković 4                               | Gólpassz  | Dellavedova 13 | Carioca Arena 1, Rio de Janeiro Nézőszám: 5409 Játékvezetők: Cristiano Maranho (BRA), Borys Ryzhyk (UKR), Guilherme Locatelli (BRA) |

| 2016. augusztus 10. 19:00 (24:00) | Ausztrália                               | 88–98     | Egyesült Államok   | Carioca Arena 1, Rio de Janeiro Nézőszám: 10 957 Játékvezetők: Christos Christodoulou (GRE), Juan Carlos García (ESP), Robert Lottermoser (GER) |
| 2016. augusztus 10. 19:00 (24:00) | (29–29, 25–20, 13–21, 21–28) Jegyzőkönyv |           |                    | Carioca Arena 1, Rio de Janeiro Nézőszám: 10 957 Játékvezetők: Christos Christodoulou (GRE), Juan Carlos García (ESP), Robert Lottermoser (GER) |
| 2016. augusztus 10. 19:00 (24:00) | Mills 30                                 | Pont      | Anthony 31         | Carioca Arena 1, Rio de Janeiro Nézőszám: 10 957 Játékvezetők: Christos Christodoulou (GRE), Juan Carlos García (ESP), Robert Lottermoser (GER) |
| 2016. augusztus 10. 19:00 (24:00) | Dellavedova 6                            | Lepattanó | Anthony, Cousins 8 | Carioca Arena 1, Rio de Janeiro Nézőszám: 10 957 Játékvezetők: Christos Christodoulou (GRE), Juan Carlos García (ESP), Robert Lottermoser (GER) |
| 2016. augusztus 10. 19:00 (24:00) | Dellavedova 11                           | Gólpassz  | Irving 5           | Carioca Arena 1, Rio de Janeiro Nézőszám: 10 957 Játékvezetők: Christos Christodoulou (GRE), Juan Carlos García (ESP), Robert Lottermoser (GER) |

| 2016. augusztus 12. 14:15 (19:15) | Kína                       | 68–93     | Ausztrália    | Carioca Arena 1, Rio de Janeiro Nézőszám: 7704 Játékvezetők: Roberto Vázquez (PUR), Sreten Radović (CRO), Carlos Peruga (ESP) |
| 2016. augusztus 12. 14:15 (19:15) | (14–17, 20–27) Jegyzőkönyv |           |               | Carioca Arena 1, Rio de Janeiro Nézőszám: 7704 Játékvezetők: Roberto Vázquez (PUR), Sreten Radović (CRO), Carlos Peruga (ESP) |
| 2016. augusztus 12. 14:15 (19:15) | Ji (Yi) 20                 | Pont      | Bairstow 17   | Carioca Arena 1, Rio de Janeiro Nézőszám: 7704 Játékvezetők: Roberto Vázquez (PUR), Sreten Radović (CRO), Carlos Peruga (ESP) |
| 2016. augusztus 12. 14:15 (19:15) | Ji (Yi) 9                  | Lepattanó | Bairstow 9    | Carioca Arena 1, Rio de Janeiro Nézőszám: 7704 Játékvezetők: Roberto Vázquez (PUR), Sreten Radović (CRO), Carlos Peruga (ESP) |
| 2016. augusztus 12. 14:15 (19:15) | Kuo (Guo) 5                | Gólpassz  | Dellavedova 8 | Carioca Arena 1, Rio de Janeiro Nézőszám: 7704 Játékvezetők: Roberto Vázquez (PUR), Sreten Radović (CRO), Carlos Peruga (ESP) |

| 2016. augusztus 14. 19:00 (24:00) | Ausztrália                              | 81–56     | Venezuela      | Carioca Arena 1, Rio de Janeiro Nézőszám: 9459 Játékvezetők: Stephen Seibel (CAN), Sreten Radović (CRO), Carlos Peruga (ESP) |
| 2016. augusztus 14. 19:00 (24:00) | (16–6, 16–19, 21–18, 28–13) Jegyzőkönyv |           |                | Carioca Arena 1, Rio de Janeiro Nézőszám: 9459 Játékvezetők: Stephen Seibel (CAN), Sreten Radović (CRO), Carlos Peruga (ESP) |
| 2016. augusztus 14. 19:00 (24:00) | Goulding 22                             | Pont      | Perez 12       | Carioca Arena 1, Rio de Janeiro Nézőszám: 9459 Játékvezetők: Stephen Seibel (CAN), Sreten Radović (CRO), Carlos Peruga (ESP) |
| 2016. augusztus 14. 19:00 (24:00) | Broekhoff 8                             | Lepattanó | Vargas, Ruiz 4 | Carioca Arena 1, Rio de Janeiro Nézőszám: 9459 Játékvezetők: Stephen Seibel (CAN), Sreten Radović (CRO), Carlos Peruga (ESP) |
| 2016. augusztus 14. 19:00 (24:00) | Martin 4                                | Gólpassz  | Vargas 7       | Carioca Arena 1, Rio de Janeiro Nézőszám: 9459 Játékvezetők: Stephen Seibel (CAN), Sreten Radović (CRO), Carlos Peruga (ESP) |

Negyeddöntő
| 2016. augusztus 17. 11:00 (16:00) | Ausztrália                               | 90–64     | Litvánia                   | Carioca Arena 1, Rio de Janeiro Nézőszám: 9348 Játékvezetők: Steven Anderson (USA), Stephen Seibel (CAN), Piotr Pastusiak (POL) |
| 2016. augusztus 17. 11:00 (16:00) | (26–17, 22–13, 22–13, 20–21) Jegyzőkönyv |           |                            | Carioca Arena 1, Rio de Janeiro Nézőszám: 9348 Játékvezetők: Steven Anderson (USA), Stephen Seibel (CAN), Piotr Pastusiak (POL) |
| 2016. augusztus 17. 11:00 (16:00) | Mills 24                                 | Pont      | Kalnietis, Kavaliauskas 12 | Carioca Arena 1, Rio de Janeiro Nézőszám: 9348 Játékvezetők: Steven Anderson (USA), Stephen Seibel (CAN), Piotr Pastusiak (POL) |
| 2016. augusztus 17. 11:00 (16:00) | Bogut 7                                  | Lepattanó | Valančiūnas 8              | Carioca Arena 1, Rio de Janeiro Nézőszám: 9348 Játékvezetők: Steven Anderson (USA), Stephen Seibel (CAN), Piotr Pastusiak (POL) |
| 2016. augusztus 17. 11:00 (16:00) | Bogut 6                                  | Gólpassz  | Kalnietis 5                | Carioca Arena 1, Rio de Janeiro Nézőszám: 9348 Játékvezetők: Steven Anderson (USA), Stephen Seibel (CAN), Piotr Pastusiak (POL) |

Elődöntő
| 2016. augusztus 19. 19:00 (0:00) | Ausztrália                             | 61–87     | Szerbia     | Carioca Arena 1, Rio de Janeiro Játékvezetők: Stephen Seibel (CAN), Robert Lottermoser (GER), Oļegs Latiševs (LAT) |
| 2016. augusztus 19. 19:00 (0:00) | (5–16, 9–19, 24–31, 23–21) Jegyzőkönyv |           |             | Carioca Arena 1, Rio de Janeiro Játékvezetők: Stephen Seibel (CAN), Robert Lottermoser (GER), Oļegs Latiševs (LAT) |
| 2016. augusztus 19. 19:00 (0:00) | Mills 13                               | Pont      | Teodosić 22 | Carioca Arena 1, Rio de Janeiro Játékvezetők: Stephen Seibel (CAN), Robert Lottermoser (GER), Oļegs Latiševs (LAT) |
| 2016. augusztus 19. 19:00 (0:00) | Baynes 8                               | Lepattanó | Jokić 11    | Carioca Arena 1, Rio de Janeiro Játékvezetők: Stephen Seibel (CAN), Robert Lottermoser (GER), Oļegs Latiševs (LAT) |
| 2016. augusztus 19. 19:00 (0:00) | Broekhoff 4                            | Gólpassz  | Teodosić 5  | Carioca Arena 1, Rio de Janeiro Játékvezetők: Stephen Seibel (CAN), Robert Lottermoser (GER), Oļegs Latiševs (LAT) |

Bronzmérkőzés
| 2016. augusztus 21. 11:30 (16:30) | Ausztrália                               | 88–89     | Spanyolország | Carioca Arena 1, Rio de Janeiro Nézőszám: 9449 Játékvezetők: Ilija Belošević (SRB), Steven Anderson (USA), Roberto Vázquez (PUR) |
| 2016. augusztus 21. 11:30 (16:30) | (17–23, 21–17, 26–27, 24–22) Jegyzőkönyv |           |               | Carioca Arena 1, Rio de Janeiro Nézőszám: 9449 Játékvezetők: Ilija Belošević (SRB), Steven Anderson (USA), Roberto Vázquez (PUR) |
| 2016. augusztus 21. 11:30 (16:30) | Mills 30                                 | Pont      | Gasol 31      | Carioca Arena 1, Rio de Janeiro Nézőszám: 9449 Játékvezetők: Ilija Belošević (SRB), Steven Anderson (USA), Roberto Vázquez (PUR) |
| 2016. augusztus 21. 11:30 (16:30) | Lisch, Motum 6                           | Lepattanó | Gasol 11      | Carioca Arena 1, Rio de Janeiro Nézőszám: 9449 Játékvezetők: Ilija Belošević (SRB), Steven Anderson (USA), Roberto Vázquez (PUR) |
| 2016. augusztus 21. 11:30 (16:30) | Dellavedova 8                            | Gólpassz  | Rodríguez 5   | Carioca Arena 1, Rio de Janeiro Nézőszám: 9449 Játékvezetők: Ilija Belošević (SRB), Steven Anderson (USA), Roberto Vázquez (PUR) |

| Csapat           | Helyezés |
| ---------------- | -------- |
| Ausztrália (AUS) | 4.       |

### Női
| Ausztrál női kosárlabdacsapat-játékoskeret                                                | Ausztrál női kosárlabdacsapat-játékoskeret                                                                    |
| ----------------------------------------------------------------------------------------- | --- |
| - Natalie Burton - Liz Cambage - Katie Ebzery - Cayla George - Rachel Jarry - Tessa Lavey | - Leilani Mitchell - Erin Phillips - Laura Summerton-Hodges - Stephanie Talbot - Penny Taylor - Marianna Tolo |

#### Eredmények
Csoportkör
A csoport
| Hely. | Csapat           | M | Gy | V | P+  | P–  | Pk  | P  |
| ----- | ---------------- | - | -- | - | --- | --- | --- | -- |
| 1.    | Ausztrália       | 5 | 5  | 0 | 400 | 345 | +55 | 10 |
| 2.    | Franciaország    | 5 | 3  | 2 | 344 | 343 | +1  | 8  |
| 3.    | Törökország      | 5 | 3  | 2 | 324 | 325 | −1  | 8  |
| 4.    | Japán            | 5 | 3  | 2 | 386 | 378 | +8  | 8  |
| 5.    | Fehéroroszország | 5 | 1  | 4 | 347 | 361 | −14 | 6  |
| 6.    | Brazília         | 5 | 0  | 5 | 335 | 384 | −49 | 5  |

| 2016. augusztus 6. 17:30 (22:30) | Brazília                                 | 66–84     | Ausztrália | Youth Arena, Rio de Janeiro Nézőszám: 2368 Játékvezetők: Ilija Belošević (SRB), Karen Lasuik (CAN), Piotr Pastusiak (POL) |
| 2016. augusztus 6. 17:30 (22:30) | (24–14, 15–21, 14–22, 13–27) Jegyzőkönyv |           |            | Youth Arena, Rio de Janeiro Nézőszám: 2368 Játékvezetők: Ilija Belošević (SRB), Karen Lasuik (CAN), Piotr Pastusiak (POL) |
| 2016. augusztus 6. 17:30 (22:30) | Castro Marques 25                        | Pont      | Cambage 20 | Youth Arena, Rio de Janeiro Nézőszám: 2368 Játékvezetők: Ilija Belošević (SRB), Karen Lasuik (CAN), Piotr Pastusiak (POL) |
| 2016. augusztus 6. 17:30 (22:30) | dos Santos 13                            | Lepattanó | Cambage 14 | Youth Arena, Rio de Janeiro Nézőszám: 2368 Játékvezetők: Ilija Belošević (SRB), Karen Lasuik (CAN), Piotr Pastusiak (POL) |
| 2016. augusztus 6. 17:30 (22:30) | Pinto 7                                  | Gólpassz  | Mitchell 6 | Youth Arena, Rio de Janeiro Nézőszám: 2368 Játékvezetők: Ilija Belošević (SRB), Karen Lasuik (CAN), Piotr Pastusiak (POL) |

| 2016. augusztus 7. 17:30 (22:30) | Ausztrália                               | 61–56     | Törökország | Youth Arena, Rio de Janeiro Nézőszám: 1853 Játékvezetők: Anne Panther (GER), Leandro Lezcano (ARG), Carlos Peruga (ESP) |
| 2016. augusztus 7. 17:30 (22:30) | (12–15, 14–14, 17–12, 18–15) Jegyzőkönyv |           |             | Youth Arena, Rio de Janeiro Nézőszám: 1853 Játékvezetők: Anne Panther (GER), Leandro Lezcano (ARG), Carlos Peruga (ESP) |
| 2016. augusztus 7. 17:30 (22:30) | Cambage 22                               | Pont      | Sanders 25  | Youth Arena, Rio de Janeiro Nézőszám: 1853 Játékvezetők: Anne Panther (GER), Leandro Lezcano (ARG), Carlos Peruga (ESP) |
| 2016. augusztus 7. 17:30 (22:30) | Cambage 11                               | Lepattanó | Sanders 7   | Youth Arena, Rio de Janeiro Nézőszám: 1853 Játékvezetők: Anne Panther (GER), Leandro Lezcano (ARG), Carlos Peruga (ESP) |
| 2016. augusztus 7. 17:30 (22:30) | három játékos 3                          | Gólpassz  | Vardarlı 7  | Youth Arena, Rio de Janeiro Nézőszám: 1853 Játékvezetők: Anne Panther (GER), Leandro Lezcano (ARG), Carlos Peruga (ESP) |

| 2016. augusztus 9. 12:15 (17:15) | Ausztrália                               | 89–71     | Franciaország | Youth Arena, Rio de Janeiro Nézőszám: 1481 Játékvezetők: Borys Ryzhyk (UKR), Tuan Csu (Duan Zhu) (CHN), Hvang Inthe (Hwang In-tae) (KOR) |
| 2016. augusztus 9. 12:15 (17:15) | (21–19, 25–10, 23–21, 20–21) Jegyzőkönyv |           |               | Youth Arena, Rio de Janeiro Nézőszám: 1481 Játékvezetők: Borys Ryzhyk (UKR), Tuan Csu (Duan Zhu) (CHN), Hvang Inthe (Hwang In-tae) (KOR) |
| 2016. augusztus 9. 12:15 (17:15) | Taylor 31                                | Pont      | Époupa 15     | Youth Arena, Rio de Janeiro Nézőszám: 1481 Játékvezetők: Borys Ryzhyk (UKR), Tuan Csu (Duan Zhu) (CHN), Hvang Inthe (Hwang In-tae) (KOR) |
| 2016. augusztus 9. 12:15 (17:15) | Cambage 7                                | Lepattanó | Époupa 7      | Youth Arena, Rio de Janeiro Nézőszám: 1481 Játékvezetők: Borys Ryzhyk (UKR), Tuan Csu (Duan Zhu) (CHN), Hvang Inthe (Hwang In-tae) (KOR) |
| 2016. augusztus 9. 12:15 (17:15) | Taylor 9                                 | Gólpassz  | Bouderra 4    | Youth Arena, Rio de Janeiro Nézőszám: 1481 Játékvezetők: Borys Ryzhyk (UKR), Tuan Csu (Duan Zhu) (CHN), Hvang Inthe (Hwang In-tae) (KOR) |

| 2016. augusztus 11. 17:45 (22:45) | Japán                                    | 86–92     | Ausztrália         | Youth Arena, Rio de Janeiro Nézőszám: 3315 Játékvezetők: Anne Panther (GER), Leandro Lezcano (ARG), Ahmed Al-Bulushi (OMA) |
| 2016. augusztus 11. 17:45 (22:45) | (24–23, 26–25, 21–11, 15–33) Jegyzőkönyv |           |                    | Youth Arena, Rio de Janeiro Nézőszám: 3315 Játékvezetők: Anne Panther (GER), Leandro Lezcano (ARG), Ahmed Al-Bulushi (OMA) |
| 2016. augusztus 11. 17:45 (22:45) | Tokasiki 23                              | Pont      | Cambage 37         | Youth Arena, Rio de Janeiro Nézőszám: 3315 Játékvezetők: Anne Panther (GER), Leandro Lezcano (ARG), Ahmed Al-Bulushi (OMA) |
| 2016. augusztus 11. 17:45 (22:45) | Kurihara, Tokasiki 7                     | Lepattanó | Cambage 10         | Youth Arena, Rio de Janeiro Nézőszám: 3315 Játékvezetők: Anne Panther (GER), Leandro Lezcano (ARG), Ahmed Al-Bulushi (OMA) |
| 2016. augusztus 11. 17:45 (22:45) | Josida 11                                | Gólpassz  | Mitchell, Taylor 7 | Youth Arena, Rio de Janeiro Nézőszám: 3315 Játékvezetők: Anne Panther (GER), Leandro Lezcano (ARG), Ahmed Al-Bulushi (OMA) |

| 2016. augusztus 13. 12:15 (17:15) | Ausztrália                              | 74–66     | Fehéroroszország         | Youth Arena, Rio de Janeiro Nézőszám: 3081 Játékvezetők: Karen Lasuik (CAN), Tuan Csu (Duan Zhu) (CHN), Nadege Zouzou (CIV) |
| 2016. augusztus 13. 12:15 (17:15) | (22–25, 14–14, 16–20, 22–7) Jegyzőkönyv |           |                          | Youth Arena, Rio de Janeiro Nézőszám: 3081 Játékvezetők: Karen Lasuik (CAN), Tuan Csu (Duan Zhu) (CHN), Nadege Zouzou (CIV) |
| 2016. augusztus 13. 12:15 (17:15) | Cambage 17                              | Pont      | Harding 16               | Youth Arena, Rio de Janeiro Nézőszám: 3081 Játékvezetők: Karen Lasuik (CAN), Tuan Csu (Duan Zhu) (CHN), Nadege Zouzou (CIV) |
| 2016. augusztus 13. 12:15 (17:15) | Cambage 9                               | Lepattanó | Levcsanka 7              | Youth Arena, Rio de Janeiro Nézőszám: 3081 Játékvezetők: Karen Lasuik (CAN), Tuan Csu (Duan Zhu) (CHN), Nadege Zouzou (CIV) |
| 2016. augusztus 13. 12:15 (17:15) | Lavey 6                                 | Gólpassz  | Lihtarovics, Levcsanka 4 | Youth Arena, Rio de Janeiro Nézőszám: 3081 Játékvezetők: Karen Lasuik (CAN), Tuan Csu (Duan Zhu) (CHN), Nadege Zouzou (CIV) |

Negyeddöntő
| 2016. augusztus 16. 11:00 (16:00) | Ausztrália                               | 71–73     | Szerbia        | Carioca Arena 1, Rio de Janeiro Nézőszám: 5630 Játékvezetők: Eddie Viator (FRA), Karen Lasuik (CAN), Natalia Cuello (DOM) |
| 2016. augusztus 16. 11:00 (16:00) | (20–20, 17–15, 15–16, 19–22) Jegyzőkönyv |           |                | Carioca Arena 1, Rio de Janeiro Nézőszám: 5630 Játékvezetők: Eddie Viator (FRA), Karen Lasuik (CAN), Natalia Cuello (DOM) |
| 2016. augusztus 16. 11:00 (16:00) | Cambage 29                               | Pont      | A. Dabović 24  | Carioca Arena 1, Rio de Janeiro Nézőszám: 5630 Játékvezetők: Eddie Viator (FRA), Karen Lasuik (CAN), Natalia Cuello (DOM) |
| 2016. augusztus 16. 11:00 (16:00) | Cambage 11                               | Lepattanó | négy játékos 4 | Carioca Arena 1, Rio de Janeiro Nézőszám: 5630 Játékvezetők: Eddie Viator (FRA), Karen Lasuik (CAN), Natalia Cuello (DOM) |
| 2016. augusztus 16. 11:00 (16:00) | Taylor 9                                 | Gólpassz  | Petrović 5     | Carioca Arena 1, Rio de Janeiro Nézőszám: 5630 Játékvezetők: Eddie Viator (FRA), Karen Lasuik (CAN), Natalia Cuello (DOM) |

| Csapat           | Helyezés |
| ---------------- | -------- |
| Ausztrália (AUS) | 5.       |

## Labdarúgás

### Női
| Ausztrál női labdarúgócsapat-játékoskeret | Ausztrál női labdarúgócsapat-játékoskeret |
| --- | --- |
| - Laura Alleway - Mackenzie Arnold - Ellie Carpenter - Steph Catley - Larissa Crummer - Lisa De Vanna (c) - Caitlin Foord - Katrina Gorry - Michelle Heyman | - Elise Kellond-Knight - Alanna Kennedy - Samantha Kerr - Chloe Logarzo - Clare Polkinghorne (c) - Kyah Simon - Emily van Egmond - Lydia Williams |

#### Eredmények
Csoportkör
F csoport
| Csapat            | M | Gy | D | V | Rg | Kg | Gk  | P |
| ----------------- | - | -- | - | - | -- | -- | --- | - |
| Kanada (CAN)      | 3 | 3  | 0 | 0 | 7  | 2  | +5  | 9 |
| Németország (GER) | 3 | 1  | 1 | 1 | 9  | 5  | +4  | 4 |
| Ausztrália (AUS)  | 3 | 1  | 1 | 1 | 8  | 5  | +3  | 4 |
| Zimbabwe (ZIM)    | 3 | 0  | 0 | 3 | 3  | 15 | –12 | 0 |

| 2016. augusztus 3. 15:00 (20:00) |

| Kanada (CAN)                        | 2–0               | Ausztrália (AUS) |
| ----------------------------------- | ----------------- | ---------------- |
| Beckie 1' Sinclair 80' Zadorsky 19′ | (1–0) Jegyzőkönyv |                  |

| Arena de São Paulo, São Paulo Nézőszám: 20 521 Játékvezető: Stéphanie Frappart (francia) |

| 2016. augusztus 6. 18:00 (23:00) |

| Németország (GER)           | 2–2               | Ausztrália (AUS)  |
| --------------------------- | ----------------- | ----------------- |
| Däbritz 45+2' Bartusiak 88' | (1–2) Jegyzőkönyv | Kerr 6' Foord 45' |

| Arena de São Paulo, São Paulo Nézőszám: 37 475 Játékvezető: Anna-Marie Keighley (új-zélandi) |

| 2016. augusztus 9. 16:00 (21:00) |

| Ausztrália (AUS)                                               | 6–1               | Zimbabwe (ZIM) |
| -------------------------------------------------------------- | ----------------- | -------------- |
| Vanna 2' Polkinghorne 15' Kennedy 37' Simon 50' Heyman 55' 66' | (3–0) Jegyzőkönyv | Msipa 90+1'    |

| Arena Fonte Nova, Salvador da Bahia Nézőszám: 5 115 Játékvezető: Esther Staubli (svájci) |

Negyeddöntő
| 2016. augusztus 12. 22:00 (3:00) |

| Brazília (BRA)                                                           | 0–0 (h. u.) | Ausztrália (AUS)                                                            |
| ------------------------------------------------------------------------ | ----------- | --------------------------------------------------------------------------- |
|                                                                          | Jegyzőkönyv |                                                                             |
| Büntetőpárbaj                                                            |             |                                                                             |
| Andressa Alves Andressinha Beatriz Rafaelle Marta Debinha Mônica Tamires | 7–6         | Kellond-Knight Alleway van Egmond Polkinghorne Gorry Heyman Logarzo Kennedy |

| Estádio Mineirão, Belo Horizonte Nézőszám: 52 660 Játékvezető: Carol Chenard (kanadai) |

| Csapat           | Helyezés |
| ---------------- | -------- |
| Ausztrália (AUS) | 7.       |

## Lovaglás
Díjlovaglás
| Versenyző                                        | Ló                                              | Versenyszám | 1. kör | 1. kör | 2. kör  | 2. kör  | Döntő   | Döntő   | Végeredmény | Végeredmény |
| Versenyző                                        | Ló                                              | Versenyszám | Pont   | Hely.  | Pont    | Hely.   | Pont    | Hely.   | Pont        | Helyezés    |
| ------------------------------------------------ | ----------------------------------------------- | ----------- | ------ | ------ | ------- | ------- | ------- | ------- | ----------- | ----------- |
| Mary Hanna                                       | Boogie Woogie 6                                 | Egyéni      | 69,643 | 39.    | kiesett | kiesett | kiesett | kiesett | kiesett     | kiesett     |
| Sue Hearn                                        | Remmington                                      | Egyéni      | 65,343 | 54.    | kiesett | kiesett | kiesett | kiesett | kiesett     | kiesett     |
| Lyndal Oatley                                    | Sandro Boy                                      | Egyéni      | 70,186 | 36.    | kiesett | kiesett | kiesett | kiesett | kiesett     | kiesett     |
| Kristy Oatley                                    | Du Soleil                                       | Egyéni      | 68,900 | 42.    | kiesett | kiesett | kiesett | kiesett | kiesett     | kiesett     |
| Mary Hanna Sue Hearn Lyndal Oatley Kristy Oatley | Boogie Woogie 6 Remmington Sandro Boy Du Soleil | Csapat      | 69,576 | 9.     | kiesett | kiesett |         |         | 69,576      | 9.          |

Díjugratás
| Versenyző                                                               | Ló                                       | Versenyszám | Selejtező | Selejtező | Selejtező     | Selejtező     | Selejtező     | Selejtező | Selejtező | Selejtező | Döntő   | Döntő   | Döntő   | Végeredmény | Végeredmény |
| Versenyző                                                               | Ló                                       | Versenyszám | 1. kör    | 1. kör    | 2. kör        | 2. kör        | 2. kör        | 3. kör    | 3. kör    | 3. kör    | 1. kör  | 1. kör  | 2. kör  | Végeredmény | Végeredmény |
| Versenyző                                                               | Ló                                       | Versenyszám | Bünt.     | Hely.     | Bünt.         | Össz.         | Hely.         | Bünt.     | Össz.     | Hely.     | Bünt.   | Hely.   | Bünt.   | Bünt.       | Helyezés    |
| ----------------------------------------------------------------------- | ---------------------------------------- | ----------- | --------- | --------- | ------------- | ------------- | ------------- | --------- | --------- | --------- | ------- | ------- | ------- | ----------- | ----------- |
| Scott Keach                                                             | Fedor                                    | Egyéni      | 4         | 27.       | nem ért célba | nem ért célba | nem ért célba | kiesett   | kiesett   | kiesett   | kiesett | kiesett | kiesett | kiesett     | kiesett     |
| James Paterson-Robinson                                                 | Amarillo                                 | Egyéni      | 8         | 53.       | 9             | 17            | 53.           | kiesett   | kiesett   | kiesett   | kiesett | kiesett | kiesett | kiesett     | kiesett     |
| Edwina Tops-Alexander                                                   | Lintea Tequila                           | Egyéni      | 0         | 1.        | 5             | 5             | 26.           | 4         | 9         | 23.       | 0       | 1.      | 4       | 4           | 9.          |
| Matt Williams                                                           | Valinski S                               | Egyéni      | 8         | 53.       | 0             | 8             | 30.           | 6         | 14        | 36.       | 8       | 28.     | kiesett | 8           | 28.         |
| Scott Keach James Paterson-Robinson Edwina Tops-Alexander Matt Williams | Fedor Amarillo Lintea Tequila Valinski S | Csapat      |           |           |               |               |               |           |           |           | 14      | 13.     | kiesett | kiesett     | kiesett     |

Lovastusa
| Versenyző                                           | Ló                                                 | Versenyszám | Díjlovaglás | Díjlovaglás | Tereplovaglás | Tereplovaglás | Tereplovaglás | Díjugratás | Díjugratás  | Díjugratás | Díjugratás | Végeredmény | Végeredmény |
| Versenyző                                           | Ló                                                 | Versenyszám | Díjlovaglás | Díjlovaglás | Tereplovaglás | Tereplovaglás | Tereplovaglás | Selejtező  | Selejtező   | Selejtező  | Döntő      | Végeredmény | Végeredmény |
| Versenyző                                           | Ló                                                 | Versenyszám | Bünt.       | Hely.       | Bünt.         | Bünt. össz.   | Hely.         | Bünt.      | Bünt. össz. | Hely.      | Bünt.      | Bünt.       | Helyezés    |
| --------------------------------------------------- | -------------------------------------------------- | ----------- | ----------- | ----------- | ------------- | ------------- | ------------- | ---------- | ----------- | ---------- | ---------- | ----------- | ----------- |
| Chris Burton                                        | Santano II                                         | Egyéni      | 37,6        | 2.          | 0,0           | 37,6          | 1.            | 8,0        | 45,6        | 3.         | 8,0        | 53,6        | 5.          |
| Sam Griffiths                                       | Paulank Brockagh                                   | Egyéni      | 46,3        | 22.         | 6,8           | 53,1          | 9.            | 0,0        | 53,1        | 6.         | 0,0        | 53,1        | 4.          |
| Shane Rose                                          | CP Qualified                                       | Egyéni      | 42,5        | 13.         | nem ért célba | nem ért célba | nem ért célba | kiesett    | kiesett     | kiesett    | kiesett    | kiesett     | kiesett     |
| Stuart Tinney                                       | Pluto Mio                                          | Egyéni      | 56,8        | 58.         | 2,8           | 59,6          | 14.           | 17,0       | 76,6        | 21.        | 8,0        | 84,6        | 22.         |
| Chris Burton Sam Griffiths Shane Rose Stuart Tinney | Santano II Paulank Brockagh CP Qualified Pluto Mio | Csapat      | 126,4       | 3.          | 9,6           | 150,3         | 1.            |            |             |            | 25,0       | 175,3       |             |

## Műugrás
Férfi
| Versenyző        | Versenyszám        | Selejtező | Selejtező | Elődöntő | Elődöntő | Döntő   | Döntő    |
| Versenyző        | Versenyszám        | Pont      | Helyezés  | Pont     | Helyezés | Pont    | Helyezés |
| ---------------- | ------------------ | --------- | --------- | -------- | -------- | ------- | -------- |
| Kevin Chávez     | Egyéni műugrás     | 356,55    | 26.       | kiesett  | kiesett  | kiesett | kiesett  |
| Grant Nel        | Egyéni műugrás     | 395,05    | 16.       | 368,35   | 15.      | kiesett | kiesett  |
| Domonic Bedggood | Egyéni toronyugrás | 413,85    | 17.       | 454,95   | 11.      | 403,80  | 12.      |
| James Connor     | Egyéni toronyugrás | 457,05    | 9.        | 419,10   | 15.      | kiesett | kiesett  |

Női
| Versenyző                      | Versenyszám        | Selejtező | Selejtező | Elődöntő | Elődöntő | Döntő   | Döntő    |
| Versenyző                      | Versenyszám        | Pont      | Helyezés  | Pont     | Helyezés | Pont    | Helyezés |
| ------------------------------ | ------------------ | --------- | --------- | -------- | -------- | ------- | -------- |
| Maddison Keeney                | Egyéni műugrás     | 323,35    | 9.        | 326,35   | 4.       | 349,65  | 5.       |
| Esther Qin                     | Egyéni műugrás     | 347,25    | 5.        | 315,65   | 10.      | 344,10  | 6.       |
| Brittany O’Brien               | Egyéni toronyugrás | 290,30    | 17.       | 300,05   | 15.      | kiesett | kiesett  |
| Melissa Wu                     | Egyéni toronyugrás | 342,80    | 4.        | 346,00   | 4.       | 368,30  | 5.       |
| Maddison Keeney Anabelle Smith | Szinkron műugrás   |           |           |          |          | 299,19  |          |

## Ökölvívás
Férfi
| Versenyző      | Versenyszám | Selejtező                    | Nyolcaddöntő                    | Negyeddöntő       | Elődöntő          | Döntő             | Helyezés |
| Versenyző      | Versenyszám | Ellenfél Eredmény            | Ellenfél Eredmény               | Ellenfél Eredmény | Ellenfél Eredmény | Ellenfél Eredmény | Helyezés |
| -------------- | ----------- | ---------------------------- | ------------------------------- | ----------------- | ----------------- | ----------------- | -------- |
| Daniel Lewis   | Középsúly   | Tomasz Jabłoński (POL) · 2-1 | Bektemir Melikuziev (UZB) · 0-3 | kiesett           | kiesett           | kiesett           | 9.       |
| Jason Whateley | Nehézsúly   | Juan Nogueira (BRA) · 0-3    | kiesett                         | kiesett           | kiesett           | kiesett           | 17.      |

Női
| Versenyző     | Versenyszám | Selejtező              | Negyeddöntő       | Elődöntő          | Döntő             | Helyezés |
| Versenyző     | Versenyszám | Ellenfél Eredmény      | Ellenfél Eredmény | Ellenfél Eredmény | Ellenfél Eredmény | Helyezés |
| ------------- | ----------- | ---------------------- | ----------------- | ----------------- | ----------------- | -------- |
| Shelley Watts | Könnyűsúly  | Irma Testa (ITA) · 1–2 | kiesett           | kiesett           | kiesett           | 9.       |

## Öttusa
| Versenyző      | Versenyszám | Vívás (V) | Vívás (V) | Úszás   | Úszás | Úszás | Bónusz vívás (B) | Bónusz vívás (B) | Bónusz vívás (B) | Lovaglás | Lovaglás | Lovaglás | Lovaglás | Futás/Lövészet | Futás/Lövészet | Futás/Lövészet | Futás/Lövészet | Összesen    | Összesen |
| Versenyző      | Versenyszám | Eredmény  | Pont      | Idő     | Pont  | Hely. | Eredmény         | Pont             | V+B Hely.        | Idő      | Hibapont | Pont     | Hely.    | Lövőhiba       | Idő            | Pont           | Hely.          | Összes pont | Helyezés |
| -------------- | ----------- | --------- | --------- | ------- | ----- | ----- | ---------------- | ---------------- | ---------------- | -------- | -------- | -------- | -------- | -------------- | -------------- | -------------- | -------------- | ----------- | -------- |
| Max Esposito   | Férfi       | 14–21     | 184       | 1:59,71 | 341   | 4.    | 1–1              | 1                | 29.              | 74,39    | 0        | 300      | 3.       | 10             | 11:04,99       | 636            | 4.             | 1462        | 7.       |
| Chloe Esposito | Női         | 19–16     | 214       | 2:12,38 | 303   | 7.    | 1–1              | 1                | 12.              | 77,60    | 16       | 284      | 18.      | 6              | 12:10,19       | 570            | 2.             | 1372        |          |

## Rögbi

### Férfi
| Ausztrál férfi rögbi-játékoskeret                                                                           | Ausztrál férfi rögbi-játékoskeret                                                          |
| --- | ------------------------------------------------------------------------------------------ |
| - Cameron Clark - Tom Cusack - Allan Fa'alava'au - Con Foley - Lewis Holland - Henry Hutchison - Ed Jenkins | - Tom Kingston - Nick Malouf - Pat McCutcheon - Jesse Parahi - John Porch - James Stannard |

#### Eredmények
Csoportkör
B csoport
| Csapat                        | M | Gy | D | V | P+ | P– | Pk  | P |
| ----------------------------- | - | -- | - | - | -- | -- | --- | - |
| Dél-afrikai Köztársaság (RSA) | 3 | 2  | 0 | 1 | 55 | 12 | +43 | 7 |
| Franciaország (FRA)           | 3 | 2  | 0 | 1 | 57 | 45 | +12 | 7 |
| Ausztrália (AUS)              | 3 | 2  | 0 | 1 | 52 | 48 | +4  | 7 |
| Spanyolország (ESP)           | 3 | 0  | 0 | 3 | 17 | 76 | –59 | 3 |

| 2016. augusztus 9. 11:00 (16:00) |                    | Ausztrália (AUS) | 14–31 | Franciaország (FRA) |  | Deodoro Stadion, Rio de Janeiro |
| 2016. augusztus 9. 11:00 (16:00) | (0–17) Jegyzőkönyv |                  |       |                     |  | Deodoro Stadion, Rio de Janeiro |

| 2016. augusztus 9. 16:00 (21:00) |                     | Ausztrália (AUS) | 26–12 | Spanyolország (ESP) |  | Deodoro Stadion, Rio de Janeiro |
| 2016. augusztus 9. 16:00 (21:00) | (14–12) Jegyzőkönyv |                  |       |                     |  | Deodoro Stadion, Rio de Janeiro |

| 2016. augusztus 10. 11:30 (16:30) |                    | Dél-afrikai Köztársaság (RSA) | 5–12 | Ausztrália (AUS) |  | Deodoro Stadion, Rio de Janeiro |
| 2016. augusztus 10. 11:30 (16:30) | (0–12) Jegyzőkönyv |                               |      |                  |  | Deodoro Stadion, Rio de Janeiro |

Negyeddöntő
| 2016. augusztus 10. 18:30 (23:30) |                    | Dél-afrikai Köztársaság (RSA) | 22–5 | Ausztrália (AUS) |  | Deodoro Stadion, Rio de Janeiro |
| 2016. augusztus 10. 18:30 (23:30) | (10–5) Jegyzőkönyv |                               |      |                  |  | Deodoro Stadion, Rio de Janeiro |

Az 5–8. helyért
| 2016. augusztus 11. 14:00 (19:00) |                    | Argentína (ARG) | 26–21 | Ausztrália (AUS) |  | Deodoro Stadion, Rio de Janeiro |
| 2016. augusztus 11. 14:00 (19:00) | (5–21) Jegyzőkönyv |                 |       |                  |  | Deodoro Stadion, Rio de Janeiro |

A 7. helyért
| 2016. augusztus 11. 17:30 (22:30) |                   | Franciaország (FRA) | 12–10 | Ausztrália (AUS) |  | Deodoro Stadion, Rio de Janeiro |
| 2016. augusztus 11. 17:30 (22:30) | (5–5) Jegyzőkönyv |                     |       |                  |  | Deodoro Stadion, Rio de Janeiro |

| Csapat           | Helyezés |
| ---------------- | -------- |
| Ausztrália (AUS) | 8.       |

### Női
| Ausztrál női rögbi-játékoskeret                                                                  | Ausztrál női rögbi-játékoskeret                                                               |
| ------------------------------------------------------------------------------------------------ | --------------------------------------------------------------------------------------------- |
| - Nicole Beck - Charlotte Caslick - Emilee Cherry - Chloe Dalton - Gemma Etheridge - Ellia Green | - Shannon Parry - Evania Pelite - Alicia Quirk - Emma Tonegato - Amy Turner - Sharni Williams |

#### Eredmények
Csoportkör
A csoport
| Csapat                 | M | Gy | D | V | P+  | P–  | Pk   | P |
| ---------------------- | - | -- | - | - | --- | --- | ---- | - |
| Ausztrália (AUS)       | 3 | 2  | 1 | 0 | 101 | 12  | +89  | 8 |
| Fidzsi-szigetek (FIJ)  | 3 | 2  | 0 | 1 | 48  | 43  | +5   | 7 |
| Egyesült Államok (USA) | 3 | 1  | 1 | 1 | 67  | 24  | +43  | 6 |
| Kolumbia (COL)         | 3 | 0  | 0 | 3 | 0   | 137 | –137 | 3 |

| 2016. augusztus 6. 13:30 (18:30) |                    | Ausztrália (AUS) | 53–0 | Kolumbia (COL) |  | Deodoro Stadion, Rio de Janeiro |
| 2016. augusztus 6. 13:30 (18:30) | (27–0) Jegyzőkönyv |                  |      |                |  | Deodoro Stadion, Rio de Janeiro |

| 2016. augusztus 6. 18:30 (23:30) |                    | Ausztrália (AUS) | 36–0 | Fidzsi-szigetek (FIJ) |  | Deodoro Stadion, Rio de Janeiro |
| 2016. augusztus 6. 18:30 (23:30) | (19–0) Jegyzőkönyv |                  |      |                       |  | Deodoro Stadion, Rio de Janeiro |

| 2016. augusztus 7. 13:30 (18:30) |                   | Ausztrália (AUS) | 12–12 | Egyesült Államok (USA) |  | Deodoro Stadion, Rio de Janeiro |
| 2016. augusztus 7. 13:30 (18:30) | (5–0) Jegyzőkönyv |                  |       |                        |  | Deodoro Stadion, Rio de Janeiro |

Negyeddöntő
| 2016. augusztus 7. 17:00 (22:00) |                    | Ausztrália (AUS) | 24–0 | Spanyolország (ESP) |  | Deodoro Stadion, Rio de Janeiro |
| 2016. augusztus 7. 17:00 (22:00) | (12–0) Jegyzőkönyv |                  |      |                     |  | Deodoro Stadion, Rio de Janeiro |

Elődöntő
| 2016. augusztus 8. 14:30 (19:30) |                    | Ausztrália (AUS) | 17–5 | Kanada (CAN) |  | Deodoro Stadion, Rio de Janeiro |
| 2016. augusztus 8. 14:30 (19:30) | (12–0) Jegyzőkönyv |                  |      |              |  | Deodoro Stadion, Rio de Janeiro |

Döntő
| 2016. augusztus 8. 19:00 (00:00) |                    | Ausztrália (AUS) | 24–17 | Új-Zéland (NZL) |  | Deodoro Stadion, Rio de Janeiro |
| 2016. augusztus 8. 19:00 (00:00) | (10–5) Jegyzőkönyv |                  |       |                 |  | Deodoro Stadion, Rio de Janeiro |

| Csapat           | Helyezés |
| ---------------- | -------- |
| Ausztrália (AUS) |          |

## Röplabda

### Strandröplabda

#### Női
| Versenyző                              | Csoportkör | Csoportkör | 16 közé jutásért  | Nyolcaddöntő                                                                   | Negyeddöntő                                                               | Elődöntő          | Döntő             | Helyezés |
| Versenyző                              | Ellenfél Eredmény | Hely.      | Ellenfél Eredmény | Ellenfél Eredmény                                                              | Ellenfél Eredmény                                                         | Ellenfél Eredmény | Ellenfél Eredmény | Helyezés |
| -------------------------------------- | --- | ---------- | ----------------- | ------------------------------------------------------------------------------ | ------------------------------------------------------------------------- | ----------------- | ----------------- | -------- |
| Mariafe Artacho del Solar Nicole Laird | C csoport · Egyesült Államok (USA) · April Ross · Kerri Walsh Jennings · 14–21, 13–21 · Svájc (SUI) · Isabelle Forrer · Anouk Vergé-Dépré · 21–19, 16–21 19–21 · Kína (CHN) · Wang Fan · Yue Yuan · 16–21, 10–21                    | 4.         | kiesett           | kiesett                                                                        | kiesett                                                                   | kiesett           | kiesett           | 19.      |
| Louise Bawden Taliqua Clancy           | F csoport · Costa Rica (CRC) · Natalia Alfaro · Karen Charles · 21–15, 21–14 · Venezuela (VEN) · Norisbeth Agudo · Olaya Pérez Pazo · 21–9, 21–14 · Hollandia (NED) · Madelein Meppelink · Marleen van Iersel · 27–25, 18–21, 16–14 | 1.         |                   | Lengyelország (POL) · Monika Brzostek · Kinga Kołosińska · 15–21, 21–16, 15–11 | Egyesült Államok (USA) · April Ross · Kerri Walsh Jennings · 14–21, 16–21 | kiesett           | kiesett           | 5.       |

## Sportlövészet
Férfi
| Versenyző              | Versenyszám           | Selejtező | Selejtező | Elődöntő | Elődöntő | Döntő   | Döntő    |
| Versenyző              | Versenyszám           | Pont      | Helyezés  | Pont     | Helyezés | Pont    | Helyezés |
| ---------------------- | --------------------- | --------- | --------- | -------- | -------- | ------- | -------- |
| David Chapman          | Gyorstüzelő pisztoly  | 551       | 26.       |          |          | kiesett | kiesett  |
| Blake Blackburn        | Légpisztoly           | 570       | 36.       |          |          | kiesett | kiesett  |
| Daniel Repacholi       | Légpisztoly           | 565       | 44.       |          |          | kiesett | kiesett  |
| Daniel Repacholi       | Szabadpisztoly        | 545       | 28.       |          |          | kiesett | kiesett  |
| Warren Potent          | Sportpuska, fekvő     | 620,0     | 35.       |          |          | kiesett | kiesett  |
| Dane Sampson           | Sportpuska, fekvő     | 620,6     | 31.       |          |          | kiesett | kiesett  |
| Dane Sampson           | Sportpuska, összetett | 1169      | 20.       |          |          | kiesett | kiesett  |
| Dane Sampson           | Légpuska              | 619,3     | 37.       |          |          | kiesett | kiesett  |
| Jack Rossiter          | Légpuska              | 612,4     | 46.       |          |          | kiesett | kiesett  |
| William Godward        | Sportpuska, összetett | 1156      | 39.       |          |          | kiesett | kiesett  |
| Mitchell Iles-Crevatin | Trap                  | 110       | 26.       | kiesett  | kiesett  | kiesett | kiesett  |
| Adam Vella             | Trap                  | 115       | 12.       | kiesett  | kiesett  | kiesett | kiesett  |
| James Willett          | Dupla trap            | 140       | 2.        | 26       | 5.       | kiesett | kiesett  |
| Paul Adams             | Skeet                 | 118       | 19.       | kiesett  | kiesett  | kiesett | kiesett  |
| Keith Ferguson         | Skeet                 | 120       | 10.       | kiesett  | kiesett  | kiesett | kiesett  |

Női
| Versenyző            | Versenyszám   | Selejtező | Selejtező | Elődöntő | Elődöntő | Döntő   | Döntő    |
| Versenyző            | Versenyszám   | Pont      | Helyezés  | Pont     | Helyezés | Pont    | Helyezés |
| -------------------- | ------------- | --------- | --------- | -------- | -------- | ------- | -------- |
| Elena Galiabovitch   | Légpisztoly   | 369       | 43.       |          |          | kiesett | kiesett  |
| Elena Galiabovitch   | Sportpisztoly | 569       | 31.       | kiesett  | kiesett  | kiesett | kiesett  |
| Lalita Javhlevszkaja | Sportpisztoly | 578       | 14.       | kiesett  | kiesett  | kiesett | kiesett  |
| Lalita Javhlevszkaja | Légpisztoly   | 379       | 24.       |          |          | kiesett | kiesett  |
| Jennifer Hens        | Légpuska      | 410,1     | 39.       |          |          | kiesett | kiesett  |
| Laetisha Scanlan     | Trap          | 70        | 1.        | 10       | 5.       | kiesett | kiesett  |
| Catherine Skinner    | Trap          | 67        | 6.        | 14       | 1.       | 12      |          |
| Aislin Jones         | Skeet         | 63        | 17.       | kiesett  | kiesett  | kiesett | kiesett  |

## Súlyemelés
Férfi
| Versenyző        | Versenyszám | Szakítás | Szakítás | Lökés    | Lökés    | Összesen | Helyezés |
| Versenyző        | Versenyszám | Eredmény | Helyezés | Eredmény | Helyezés | Összesen | Helyezés |
| ---------------- | ----------- | -------- | -------- | -------- | -------- | -------- | -------- |
| Simplice Ribouem | 94 kg       | 155      | 12.      | 185      | 13.      | 340      | 13.      |

Női
| Versenyző        | Versenyszám | Szakítás | Szakítás | Lökés    | Lökés    | Összesen | Helyezés |
| Versenyző        | Versenyszám | Eredmény | Helyezés | Eredmény | Helyezés | Összesen | Helyezés |
| ---------------- | ----------- | -------- | -------- | -------- | -------- | -------- | -------- |
| Tia-Clair Toomey | 58 kg       | 82       | 15.      | 107      | 13.      | 189      | 14.      |

## Szinkronúszás
| Versenyző | Versenyszám | Technikai gyakorlat | Technikai gyakorlat | Selejtező        | Selejtező        | Selejtező  | Selejtező  | Döntő            | Döntő            | Döntő      | Döntő      | Helyezés |
| Versenyző | Versenyszám | Technikai gyakorlat | Technikai gyakorlat | Szabad gyakorlat | Szabad gyakorlat | Összesítés | Összesítés | Szabad gyakorlat | Szabad gyakorlat | Összesítés | Összesítés | Helyezés |
| Versenyző | Versenyszám | Pont                | Hely.               | Pont             | Hely.            | Pont       | Hely.      | Pont             | Hely.            | Pont       | Hely.      | Helyezés |
| --- | ----------- | ------------------- | ------------------- | ---------------- | ---------------- | ---------- | ---------- | ---------------- | ---------------- | ---------- | ---------- | -------- |
| Nikita Pablo Rose Stackpole | Páros       | 73,6360             | 24.                 | 74,7667          | 24.              | 148,4027   | 24.        | kiesett          | kiesett          | kiesett    | kiesett    | 24.      |
| Hannah Cross Bianca Hammett Danielle Kettlewell Nikita Pablo Emily Rogers Cristina Sheehan Rose Stackpole Amie Thompson Deborah Tsai | Csapat      | 74,0667             | 8.                  |                  |                  |            |            | 75,4333          | 8.               | 149,5000   | 8.         | 8.       |

## Taekwondo
Férfi
| Versenyző     | Versenyszám | Nyolcaddöntő                 | Negyeddöntő                | Elődöntő          | Vigaszág elődöntő                    | Bronz- mérkőzés   | Döntő             | Helyezés |
| Versenyző     | Versenyszám | Ellenfél Eredmény            | Ellenfél Eredmény          | Ellenfél Eredmény | Ellenfél Eredmény                    | Ellenfél Eredmény | Ellenfél Eredmény | Helyezés |
| ------------- | ----------- | ---------------------------- | -------------------------- | ----------------- | ------------------------------------ | ----------------- | ----------------- | -------- |
| Safwan Khalil | Légsúly     | Si Mohamed Ketbi (BEL) · 8-1 | Tawin Hanprab (THA) · 9-11 |                   | Kim Thehun (Kim Tae-hun) (KOR) · 1-4 | kiesett           |                   | 7.       |
| Hayder Shkara | Váltósúly   | Lutalo Muhammad (GBR) · 0-14 |                            |                   | Steven López (USA) · 0-0             | kiesett           |                   | 7.       |

Női
| Versenyző       | Versenyszám | Nyolcaddöntő                 | Negyeddöntő       | Elődöntő          | Vigaszág elődöntő | Bronz- mérkőzés   | Döntő             | Helyezés |
| Versenyző       | Versenyszám | Ellenfél Eredmény            | Ellenfél Eredmény | Ellenfél Eredmény | Ellenfél Eredmény | Ellenfél Eredmény | Ellenfél Eredmény | Helyezés |
| --------------- | ----------- | ---------------------------- | ----------------- | ----------------- | ----------------- | ----------------- | ----------------- | -------- |
| Caroline Marton | Pehelysúly  | Nikita Glasnovic (SWE) · 0-4 | kiesett           | kiesett           |                   |                   |                   | 11.      |
| Carmen Marton   | Váltósúly   | Nur Tatar (TUR) · 1-11       | kiesett           | kiesett           |                   |                   |                   | 11.      |

## Tenisz
Férfi
| Versenyző                 | Versenyszám | 64-es főtábla                           | 32-es főtábla                                                        | Nyolcaddöntő      | Negyeddöntő       | Elődöntő          | Bronz- mérkőzés   | Döntő             | Helyezés |
| Versenyző                 | Versenyszám | Ellenfél Eredmény                       | Ellenfél Eredmény                                                    | Ellenfél Eredmény | Ellenfél Eredmény | Ellenfél Eredmény | Ellenfél Eredmény | Ellenfél Eredmény | Helyezés |
| ------------------------- | ----------- | --------------------------------------- | -------------------------------------------------------------------- | ----------------- | ----------------- | ----------------- | ----------------- | ----------------- | -------- |
| Samuel Groth              | Egyes       | David Goffin (BEL) · 4-6, 2-6           | kiesett                                                              | kiesett           | kiesett           | kiesett           | kiesett           | kiesett           | 33.      |
| Thanasi Kokkinakis        | Egyes       | Gastão Elias (POR) · 6-7(4–7), 6-7(3–7) | kiesett                                                              | kiesett           | kiesett           | kiesett           | kiesett           | kiesett           | 33.      |
| John Millman              | Egyes       | Ričardas Berankis (LTU) · 6-0, 6-0      | Nisikori Kei (JPN) · 6-7(4–7), 4-6                                   | kiesett           | kiesett           | kiesett           | kiesett           | kiesett           | 17.      |
| Jordan Thompson           | Egyes       | Kyle Edmund (GBR) · 4-6, 2-6            | kiesett                                                              | kiesett           | kiesett           | kiesett           | kiesett           | kiesett           | 33.      |
| Chris Guccione John Peers | Páros       |                                         | Argentína (ARG) · Juan Martín del Potro · Máximo González · 4-6, 5-7 | kiesett           | kiesett           | kiesett           | kiesett           | kiesett           | 17.      |

Női
| Versenyző                           | Versenyszám | 64-es főtábla                          | 32-es főtábla                                                          | Nyolcaddöntő                      | Negyeddöntő       | Elődöntő          | Bronz- mérkőzés   | Döntő             | Helyezés |
| Versenyző                           | Versenyszám | Ellenfél Eredmény                      | Ellenfél Eredmény                                                      | Ellenfél Eredmény                 | Ellenfél Eredmény | Ellenfél Eredmény | Ellenfél Eredmény | Ellenfél Eredmény | Helyezés |
| ----------------------------------- | ----------- | -------------------------------------- | ---------------------------------------------------------------------- | --------------------------------- | ----------------- | ----------------- | ----------------- | ----------------- | -------- |
| Daria Gavrilova                     | Egyes       | Serena Williams (USA) · 4-6, 2-6       | kiesett                                                                | kiesett                           | kiesett           | kiesett           | kiesett           | kiesett           | 33.      |
| Samantha Stosur                     | Egyes       | Jeļena Ostapenko (LAT) · 1-6, 6-3, 6-2 | Doi Miszaki (JPN) · 6-3, 6-4                                           | Angelique Kerber (GER) · 0-6, 5-7 | kiesett           | kiesett           | kiesett           | kiesett           | 9.       |
| Daria Gavrilova Samantha Stosur     | Páros       |                                        | Svájc (SUI) · Bacsinszky Tímea · Martina Hingis · 4-6, 6-4, 2-6        | kiesett                           | kiesett           | kiesett           | kiesett           | kiesett           | 17.      |
| Anastasia Rodionova Arina Rodionova | Páros       |                                        | Oroszország (RUS) · Jekatyerina Makarova · Jelena Vesznyina · 1-6, 2-6 | kiesett                           | kiesett           | kiesett           | kiesett           | kiesett           | 17.      |

Vegyes
| Versenyző                  | Versenyszám | Nyolcaddöntő                                           | Negyeddöntő       | Elődöntő          | Bronz- mérkőzés   | Döntő             | Helyezés |
| Versenyző                  | Versenyszám | Ellenfél Eredmény                                      | Ellenfél Eredmény | Ellenfél Eredmény | Ellenfél Eredmény | Ellenfél Eredmény | Helyezés |
| -------------------------- | ----------- | ------------------------------------------------------ | ----------------- | ----------------- | ----------------- | ----------------- | -------- |
| Samantha Stosur John Peers | Páros       | India (IND) · Szánija Mirza · Róhan Bópanna · 5-7, 4-6 | kiesett           | kiesett           | kiesett           | kiesett           | 9.       |

## Tollaslabda
| Versenyző                     | Versenyszám  | Csoportkör | Csoportkör | Nyolcaddöntő      | Negyeddöntő       | Elődöntő          | Bronz- mérkőzés   | Döntő             | Helyezés |
| Versenyző                     | Versenyszám  | Ellenfél Eredmény | Hely.      | Ellenfél Eredmény | Ellenfél Eredmény | Ellenfél Eredmény | Ellenfél Eredmény | Ellenfél Eredmény | Helyezés |
| ----------------------------- | ------------ | --- | ---------- | ----------------- | ----------------- | ----------------- | ----------------- | ----------------- | -------- |
| Matthew Chau Sawan Serasinghe | Férfi páros  | A csoport · Dél-Korea (KOR) · I Jongde · Ju Jonszong · 14–21, 16–21 · Oroszország (RUS) · Vlagyimir Ivanov · Ivan Szozonov · 16–21, 16–21 · Tajvan (TPE) · Caj Csia-hszin (Cài Jiāxīn) · Li Sengmu (Lǐ Shèngmù) · 14–21, 19–21 | 4.         |                   | kiesett           | kiesett           | kiesett           | kiesett           | 13.      |
| Hsuan-Yu Chen                 | Női egyes    | H csoport · Porntip Buranaprasertsuk (THA) · 14–21, 15–21 · Kate Foo Kune (MRI) · 16–21, 19–21 | 3.         | kiesett           | kiesett           | kiesett           | kiesett           | kiesett           | 28.      |
| Leanne Choo Robin Middleton   | Vegyes páros | C csoport · Indonézia (INA) · Tontowi Ahmad · Lilyana Natsir · 7–21, 8–21 · Malajzia (MAS) · Chan Peng Soon · Goh Liu Ying · 17–21, 15–21 · Thaiföld (THA) · Savitree Amitrapai · Bodin Isara · 13–21, 18–21                   | 4.         |                   | kiesett           | kiesett           | kiesett           | kiesett           | 13.      |

## Torna
Női
| Versenyző       | Versenyszám    | Selejtező | Selejtező | Döntő    | Döntő    |
| Versenyző       | Versenyszám    | Pontszám  | Helyezés  | Pontszám | Helyezés |
| --------------- | -------------- | --------- | --------- | -------- | -------- |
| Larrissa Miller | Talaj          | 12,733    | 67.       | kiesett  | kiesett  |
| Larrissa Miller | Felemás korlát | 14,533    | 30.       | kiesett  | kiesett  |

### Ritmikus gimnasztika
| Versenyző       | Versenyszám | Selejtező | Selejtező | Selejtező | Selejtező | Selejtező | Selejtező | Selejtező | Selejtező | Selejtező | Selejtező | Döntő   | Döntő   | Döntő   | Döntő   | Döntő    | Döntő    | Döntő   | Döntő   | Döntő    | Döntő    | Helyezés |
| Versenyző       | Versenyszám | Karika    | Karika    | Labda     | Labda     | Buzogány  | Buzogány  | Szalag    | Szalag    | Összesen  | Összesen  | Karika  | Karika  | Labda   | Labda   | Buzogány | Buzogány | Szalag  | Szalag  | Összesen | Összesen | Helyezés |
| Versenyző       | Versenyszám | Pont      | Hely.     | Pont      | Hely.     | Pont      | Hely.     | Pont      | Hely.     | Pont      | Hely.     | Pont    | Hely.   | Pont    | Hely.   | Pont     | Hely.    | Pont    | Hely.   | Pont     | Hely.    | Helyezés |
| --------------- | ----------- | --------- | --------- | --------- | --------- | --------- | --------- | --------- | --------- | --------- | --------- | ------- | ------- | ------- | ------- | -------- | -------- | ------- | ------- | -------- | -------- | -------- |
| Danielle Prince | Egyéni      | 14,500    | 25.       | 15,250    | 25.       | 15,716    | 24.       | 15,550    | 25.       | 61,016    | 25.       | kiesett | kiesett | kiesett | kiesett | kiesett  | kiesett  | kiesett | kiesett | kiesett  | kiesett  | 25.      |

### Trambulin
| Versenyző    | Versenyszám | Selejtező | Selejtező | Döntő    | Döntő    |
| Versenyző    | Versenyszám | Pontszám  | Helyezés  | Pontszám | Helyezés |
| ------------ | ----------- | --------- | --------- | -------- | -------- |
| Blake Gaudry | Férfi       | 105,450   | 13.       | kiesett  | kiesett  |

## Triatlon
| Versenyző       | Versenyszám | 1,5 km úszás | Depózás 1 | 40 km kerékpározás | Depózás 2 | 10 km futás | Összesítés | Összesítés |
| Versenyző       | Versenyszám | Idő          | Idő       | Idő                | Idő       | Idő         | Idő        | Helyezés   |
| --------------- | ----------- | ------------ | --------- | ------------------ | --------- | ----------- | ---------- | ---------- |
| Ryan Bailie     | Férfi       | 17:31        | 0:49      | 56:11              | 0:38      | 31:53       | 1:47:02    | 10.        |
| Ryan Fisher     | Férfi       | 18:01        | 0:48      | 55:42              | 0:38      | 33:25       | 1:48:34    | 24.        |
| Aaron Royle     | Férfi       | 17:26        | 0:48      | 55:05              | 0:36      | 32:47       | 1:46:42    | 9.         |
| Erin Densham    | Női         | 19:10        | 0:54      | 1:01:26            | 0:39      | 37:18       | 1:59:27    | 12.        |
| Ashleigh Gentle | Női         | 19:49        | 0:57      | 1:03:59            | 0:41      | 36:18       | 2:01:44    | 26.        |
| Emma Moffatt    | Női         | 19:07        | 0:58      | 1:01:24            | 0:37      | 35:49       | 1:57:55    | 6.         |

## Úszás
Férfi
| Versenyző                                                                 | Versenyszám      | Előfutam | Előfutam | Előfutam | Elődöntő | Elődöntő | Elődöntő | Döntő     | Döntő    |
| Versenyző                                                                 | Versenyszám      | Idő      | Hely.    | Össz.    | Idő      | Hely.    | Össz.    | Idő       | Helyezés |
| ------------------------------------------------------------------------- | ---------------- | -------- | -------- | -------- | -------- | -------- | -------- | --------- | -------- |
| Matthew Abood                                                             | 50 m gyors       | 22,47    | 8.       | 33.*     | kiesett  | kiesett  | kiesett  | kiesett   | kiesett  |
| Cameron McEvoy                                                            | 50 m gyors       | 21,80    | 1.       | 5.       | 21,89    | 7.       | 11.      | kiesett   | kiesett  |
| Cameron McEvoy                                                            | 100 m gyors      | 48,12    | 1.       | 4.       | 47,93    | 2.       | 3.*      | 48,12     | 7.       |
| Kyle Chalmers                                                             | 100 m gyors      | 47,90    | 1.       | 1.       | 47,88    | 1.       | 2.       | 47,58     |          |
| Jack McLoughlin                                                           | 1500 m gyors     | 14:56,02 | 3.       | 9.       |          |          |          | kiesett   | kiesett  |
| Mack Horton                                                               | 1500 m gyors     | 14:48,47 | 2.       | 4.       |          |          |          | 14:49,54  | 5.       |
| Mack Horton                                                               | 400 m gyors      | 3:43,84  | 2.       | 2.       |          |          |          | 3:41,55   |          |
| David McKeon                                                              | 400 m gyors      | 3:44,68  | 4.       | 5.       |          |          |          | 3:45,28   | 7.       |
| David McKeon                                                              | 200 m gyors      | 1:48,38  | 8.       | 30.      | kiesett  | kiesett  | kiesett  | kiesett   | kiesett  |
| Thomas Fraser-Holmes                                                      | 200 m gyors      | 1:46,49  | 4.       | 9.       | 1:46,24  | 6.       | 9.       | kiesett   | kiesett  |
| Thomas Fraser-Holmes                                                      | 400 m vegyes     | 4:12,51  | 3.       | 6.       |          |          |          | 4:11,90   | 6.       |
| Travis Mahoney                                                            | 400 m vegyes     | 4:13,37  | 1.       | 7.       |          |          |          | 4:15,48   | 7.       |
| Travis Mahoney                                                            | 200 m vegyes     | 2:00,18  | 5.       | 20.      | kiesett  | kiesett  | kiesett  | kiesett   | kiesett  |
| Josh Beaver                                                               | 100 m hát        | 53,47    | 3.       | 7.       | 53,95    | 7.       | 13.      | kiesett   | kiesett  |
| Josh Beaver                                                               | 200 m hát        | 1:56,65  | 4.       | 10.      | 1:56,57  | 5.       | 10.      | kiesett   | kiesett  |
| Mitchell Larkin                                                           | 200 m hát        | 1:56,01  | 1.       | 3.       | 1:54,73  | 2.       | 2.       | 1:53,96   |          |
| Mitchell Larkin                                                           | 100 m hát        | 53,04    | 2.       | 3.       | 52,70    | 2.       | 3.       | 52,43     | 4.       |
| Jake Packard                                                              | 100 m mell       | 59,26    | 2.       | 6.       | 59,48    | 4.       | 9.       | kiesett   | kiesett  |
| Joshua Palmer                                                             | 100 m mell       | 1:01,13  | 5.       | 30.*     | kiesett  | kiesett  | kiesett  | kiesett   | kiesett  |
| Grant Irvine                                                              | 100 m pillangó   | 51,84    | 4.       | 12.      | 51,87    | 6.       | 13.      | kiesett   | kiesett  |
| Grant Irvine                                                              | 200 m pillangó   | 1:55,64  | 2.       | 4.       | 1:56,07  | 5.       | 9.       | kiesett   | kiesett  |
| David Morgan                                                              | 200 m pillangó   | 1:56,81  | 7.       | 19.      | kiesett  | kiesett  | kiesett  | kiesett   | kiesett  |
| David Morgan                                                              | 100 m pillangó   | 51,81    | 4.       | 10.*     | 51,75    | 7.       | 9.       | kiesett   | kiesett  |
| James Magnussen James Roberts Cameron McEvoy Kyle Chalmers Matthew Abood  | 4 × 100 m gyors  | 3:12,65  | 2.       | 3.       |          |          |          | 3:11,37   |          |
| Thomas Fraser-Holmes David McKeon Daniel Smith Mack Horton Jacob Hansford | 4 × 200 m gyors  | 7:07,98  | 5.       | 6.       |          |          |          | 7:04,18   | 4.       |
| Mitchell Larkin David Morgan Jake Packard Kyle Chalmers Cameron McEvoy    | 4 × 100 m vegyes | 3:32,57  | 2.       | 4.*      |          |          |          | 3:29,93   |          |
| Jarrod Poort                                                              | 10 km nyílt vízi |          |          |          |          |          |          | 1:53:40,7 | 21.      |

Női
| Versenyző                                                                                              | Versenyszám      | Előfutam | Előfutam | Előfutam | Elődöntő | Elődöntő | Elődöntő | Döntő     | Döntő    |
| Versenyző                                                                                              | Versenyszám      | Idő      | Hely.    | Össz.    | Idő      | Hely.    | Össz.    | Idő       | Helyezés |
| --- | ---------------- | -------- | -------- | -------- | -------- | -------- | -------- | --------- | -------- |
| Bronte Campbell                                                                                        | 50 m gyors       | 24,45    | 2.       | 4.       | 24,43    | 2.       | 5.       | 24,42     | 7.       |
| Bronte Campbell                                                                                        | 100 m gyors      | 53,71    | 3.       | 8.       | 53,29    | 2.       | 5.       | 53,04     | 4.       |
| Cate Campbell                                                                                          | 100 m gyors      | 52,78    | 1.       | 1.       | 52,71    | 1.       | 1.       | 53,24     | 6.       |
| Cate Campbell                                                                                          | 50 m gyors       | 24,52    | 3.       | 7.       | 24,32    | 2.       | 2.       | 24,15     | 5.       |
| Bronte Barratt                                                                                         | 200 m gyors      | 1:56,93  | 4.       | 10.      | 1:56,63  | 4.       | 8.       | 1:55,25   | 5.*      |
| Emma McKeon                                                                                            | 200 m gyors      | 1:55,80  | 2.       | 2.       | 1:56,29  | 2.       | 6.       | 1:54,92   |          |
| Emma McKeon                                                                                            | 100 m pillangó   | 57,33    | 2.       | 8.       | 56,81    | 2.       | 2.       | 57,05     | 6.       |
| Madeline Groves                                                                                        | 100 m pillangó   | 58,17    | 5.       | 16.      | kiesett  | kiesett  | kiesett  | kiesett   | kiesett  |
| Madeline Groves                                                                                        | 200 m pillangó   | 2:07,02  | 4.       | 5.       | 2:05,66  | 1.       | 1.       | 2:04,88   |          |
| Brianna Throssell                                                                                      | 200 m pillangó   | 2:07,76  | 3.       | 10.      | 2:07,19  | 3.       | 7.       | 2:07,87   | 8.       |
| Jessica Ashwood                                                                                        | 400 m gyors      | 4:03,58  | 4.       | 6.       |          |          |          | 4:05,68   | 7.       |
| Jessica Ashwood                                                                                        | 800 m gyors      | 8:22,57  | 2.       | 6.       |          |          |          | 8:20,32   | 5.       |
| Tamsin Cook                                                                                            | 800 m gyors      | 8:36,62  | 7.       | 20.      |          |          |          | kiesett   | kiesett  |
| Tamsin Cook                                                                                            | 400 m gyors      | 4:04,36  | 4.       | 8.       |          |          |          | 4:05,30   | 6.       |
| Madison Wilson                                                                                         | 100 m hát        | 59,92    | 2.       | 8.       | 59,03    | 1.       | 4.       | 59,23     | 8.       |
| Emily Seebohm                                                                                          | 100 m hát        | 58,99    | 1.       | 2.       | 59,32    | 3.       | 7.       | 59,19     | 7.       |
| Emily Seebohm                                                                                          | 200 m hát        | 2:09,00  | 3.       | 10.      | 2:09,39  | 6.       | 12.      | kiesett   | kiesett  |
| Belinda Hocking                                                                                        | 200 m hát        | 2:08,67  | 1.       | 4.*      | 2:07,83  | 3.       | 5.       | 2:08,02   | 5.       |
| Georgia Bohl                                                                                           | 100 m mell       | 1:07,96  | 6.       | 24.      | kiesett  | kiesett  | kiesett  | kiesett   | kiesett  |
| Georgia Bohl                                                                                           | 200 m mell       | 2:28,24  | 7.       | 22.      | kiesett  | kiesett  | kiesett  | kiesett   | kiesett  |
| Taylor McKeown                                                                                         | 200 m mell       | 2:23,00  | 2.       | 3.       | 2:21,69  | 1.       | 1.       | 2:22,43   | 5.       |
| Taylor McKeown                                                                                         | 100 m mell       | 1:06,73  | 3.       | 8.       | 1:07,12  | 5.       | 11.      | kiesett   | kiesett  |
| Alicia Coutts                                                                                          | 200 m vegyes     | 2:10,52  | 2.       | 6.       | 2:10,35  | 3.       | 6.       | 2:10,88   | 5.       |
| Kotuku Ngawati                                                                                         | 200 m vegyes     | 2:13,05  | 6.       | 17.      | kiesett  | kiesett  | kiesett  | kiesett   | kiesett  |
| Blair Evans                                                                                            | 400 m vegyes     | 4:38,91  | 7.       | 16.      |          |          |          | kiesett   | kiesett  |
| Keryn McMaster                                                                                         | 400 m vegyes     | 4:37,33  | 4.*      | 10.*     |          |          |          | kiesett   | kiesett  |
| Cate Campbell Brittany Elmslie Bronte Campbell Emma McKeon Madison Wilson                              | 4 × 100 m gyors  | 3:32,39  | 1.       | 1.       |          |          |          | 3:30,65   |          |
| Bronte Barratt Emma McKeon Leah Neale Tamsin Cook Jessica Ashwood                                      | 4 × 200 m gyors  | 7:49,24  | 1.       | 2.       |          |          |          | 7:44,87   |          |
| Cate Campbell Emily Seebohm Emma McKeon Taylor McKeown Brittany Elmslie Madeline Groves Madison Wilson | 4 × 100 m vegyes | 3:57,80  | 2.       | 5.       |          |          |          | 3:55,00   |          |
| Chelsea Lea Gubecka                                                                                    | 10 km nyílt vízi |          |          |          |          |          |          | 1:58:12,7 | 15.      |

* - egy másik versenyzővel/váltóval azonos időt ért el

## Vitorlázás
Férfi
| Versenyző                     | Versenyszám    | Futam | Futam | Futam | Futam | Futam | Futam | Futam | Futam | Futam | Futam | Futam | Futam | Futam | Pontszám | Helyezés |
| Versenyző                     | Versenyszám    | 1     | 2     | 3     | 4     | 5     | 6     | 7     | 8     | 9     | 10    | 11    | 12    | É     | Pontszám | Helyezés |
| ----------------------------- | -------------- | ----- | ----- | ----- | ----- | ----- | ----- | ----- | ----- | ----- | ----- | ----- | ----- | ----- | -------- | -------- |
| Jake Lilley                   | Finn dingi     | 16    | (24)  | 8     | 6     | 6     | 4     | 3     | 5     | 23    | 16    |       |       | 10    | 97       | 8.       |
| Tom Burton                    | Laser          | (17)  | 8     | 2     | 10    | 9     | 14    | 7     | 2     | 11    | 4     |       |       | 6     | 73       |          |
| Mathew Belcher William Ryan   | 470-es osztály | 8     | 1     | 3     | 3     | 2     | 8     | (10)  | 7     | 1     | 7     |       |       | 18    | 58       |          |
| Iain Jensen Nathan Outteridge | 49er osztály   | (13)  | 8     | 2     | 5     | 10    | 12    | 4     | 5     | 8     | 2     | 7     | 7     | 8     | 78       |          |

Női
| Versenyző               | Versenyszám    | Futam | Futam | Futam | Futam | Futam | Futam | Futam | Futam | Futam | Futam | Futam   | Pontszám | Helyezés |
| Versenyző               | Versenyszám    | 1     | 2     | 3     | 4     | 5     | 6     | 7     | 8     | 9     | 10    | É       | Pontszám | Helyezés |
| ----------------------- | -------------- | ----- | ----- | ----- | ----- | ----- | ----- | ----- | ----- | ----- | ----- | ------- | -------- | -------- |
| Ashley Stoddart         | Laser radial   | 8     | 6     | 16    | (28)  | 11    | 11    | 23    | 11    | 7     | 8     | 6       | 107      | 9.       |
| Jaime Ryan Carrie Smith | 470-es osztály | 16    | 8     | 11    | (17)  | 7     | 6     | 14    | 15    | 17    | 12    | kiesett | 106      | 15.      |

Vegyes
| Versenyző                      | Versenyszám | Futam | Futam | Futam | Futam | Futam | Futam | Futam | Futam | Futam | Futam | Futam | Futam | Futam | Pontszám | Helyezés |
| Versenyző                      | Versenyszám | 1     | 2     | 3     | 4     | 5     | 6     | 7     | 8     | 9     | 10    | 11    | 12    | É     | Pontszám | Helyezés |
| ------------------------------ | ----------- | ----- | ----- | ----- | ----- | ----- | ----- | ----- | ----- | ----- | ----- | ----- | ----- | ----- | -------- | -------- |
| Lisa Darmanin Jason Waterhouse | Nacra 17    | 6     | 7     | 4     | 1     | 1     | 5     | 15    | 11    | 11    | 1     | 12    | (17)  | 4     | 78       |          |

## Vízilabda

### Férfi
| Ausztrál férfi vízilabdacsapat-játékoskeret                                                                           | Ausztrál férfi vízilabdacsapat-játékoskeret                                                     |
| --- | ----------------------------------------------------------------------------------------------- |
| - Richie Campbell - Johnno Cotterill - Joel Dennerley - Mitchell Emery - George Ford - Jarrod Gilchrist - Rhys Howden | - Joseph Kayes - Tyler Martin - Aidan Roach - Joel Swift - James Stanton-French - Aaron Younger |

#### Eredmények
Csoportkör
A csoport
| Hely. | Csapat             | M | Gy | D | V | G+ | G– | Gk  | P | Továbbjutás |
| ----- | ------------------ | - | -- | - | - | -- | -- | --- | - | ----------- |
| 1.    | Magyarország (HUN) | 5 | 2  | 3 | 0 | 57 | 43 | +14 | 7 | Negyeddöntő |
| 2.    | Görögország (GRE)  | 5 | 2  | 2 | 1 | 41 | 40 | +1  | 6 | Negyeddöntő |
| 3.    | Brazília (BRA) (R) | 5 | 3  | 0 | 2 | 40 | 39 | +1  | 6 | Negyeddöntő |
| 4.    | Szerbia (SRB)      | 5 | 2  | 2 | 1 | 49 | 44 | +5  | 6 | Negyeddöntő |
| 5.    | Ausztrália (AUS)   | 5 | 2  | 1 | 2 | 44 | 40 | +4  | 5 |             |
| 6.    | Japán (JPN)        | 5 | 0  | 0 | 5 | 36 | 61 | −25 | 0 |             |

| 2016. augusztus 6. 20:50 (1:50) | Brazília (BRA)       | 8–7         | Ausztrália (AUS)      | Maria Lenk Aquatic Center, Rio de Janeiro Játékvezetők: Filippo Gomez (ITA), Francesc Buch (ESP) |
| 2016. augusztus 6. 20:50 (1:50) | (3–2, 2–1, 2–2, 1–2) |             |                       | Maria Lenk Aquatic Center, Rio de Janeiro Játékvezetők: Filippo Gomez (ITA), Francesc Buch (ESP) |
| 2016. augusztus 6. 20:50 (1:50) | Delgado 3            | Jegyzőkönyv | Campbell, Cotterill 2 | Maria Lenk Aquatic Center, Rio de Janeiro Játékvezetők: Filippo Gomez (ITA), Francesc Buch (ESP) |

| 2016. augusztus 8. 13:00 (18:00) | Magyarország (HUN)   | 9–9         | Ausztrália (AUS) | Maria Lenk Aquatic Center, Rio de Janeiro Játékvezetők: Boris Margeta (SLO), Filippo Gomez (ITA) |
| 2016. augusztus 8. 13:00 (18:00) | (4–3, 2–2, 1–3, 2–1) |             |                  | Maria Lenk Aquatic Center, Rio de Janeiro Játékvezetők: Boris Margeta (SLO), Filippo Gomez (ITA) |
| 2016. augusztus 8. 13:00 (18:00) | három játékos 2      | Jegyzőkönyv | Campbell 4       | Maria Lenk Aquatic Center, Rio de Janeiro Játékvezetők: Boris Margeta (SLO), Filippo Gomez (ITA) |

| 2016. augusztus 10. 9:00 (14:00) | Ausztrália (AUS)     | 8–6         | Japán (JPN)    | Maria Lenk Aquatic Center, Rio de Janeiro Játékvezetők: Francesc Buch (ESP), Joseph Peila (USA) |
| 2016. augusztus 10. 9:00 (14:00) | (1–2, 2–1, 3–2, 2–1) |             |                | Maria Lenk Aquatic Center, Rio de Janeiro Játékvezetők: Francesc Buch (ESP), Joseph Peila (USA) |
| 2016. augusztus 10. 9:00 (14:00) | Kayes 3              | Jegyzőkönyv | Ókava, Takei 2 | Maria Lenk Aquatic Center, Rio de Janeiro Játékvezetők: Francesc Buch (ESP), Joseph Peila (USA) |

| 2016. augusztus 12. 22:10 (3:10) | Szerbia (SRB)        | 10–8        | Ausztrália (AUS) | Maria Lenk Aquatic Center, Rio de Janeiro Játékvezetők: Adrian Alexandrescu (ROU), Francesc Buch (ESP) |
| 2016. augusztus 12. 22:10 (3:10) | (2–2, 2–3, 2–1, 4–2) |             |                  | Maria Lenk Aquatic Center, Rio de Janeiro Játékvezetők: Adrian Alexandrescu (ROU), Francesc Buch (ESP) |
| 2016. augusztus 12. 22:10 (3:10) | három játékos 2      | Jegyzőkönyv | Cotterill 2      | Maria Lenk Aquatic Center, Rio de Janeiro Játékvezetők: Adrian Alexandrescu (ROU), Francesc Buch (ESP) |

| 2016. augusztus 14. 14:10 (19:10) | Ausztrália (AUS)     | 12–7        | Görögország (GRE) | Olympic Aquatics Stadium, Rio de Janeiro Játékvezetők: Filippo Gomez (ITA), Joseph Peila (USA) |
| 2016. augusztus 14. 14:10 (19:10) | (5–3, 5–1, 0–1, 2–2) |             |                   | Olympic Aquatics Stadium, Rio de Janeiro Játékvezetők: Filippo Gomez (ITA), Joseph Peila (USA) |
| 2016. augusztus 14. 14:10 (19:10) | Cotterill, Howden 3  | Jegyzőkönyv | Fundúlisz 3       | Olympic Aquatics Stadium, Rio de Janeiro Játékvezetők: Filippo Gomez (ITA), Joseph Peila (USA) |

| Csapat           | Helyezés |
| ---------------- | -------- |
| Ausztrália (AUS) | 9.       |

### Női
| Ausztrál női vízilabdacsapat-játékoskeret                                                                                | Ausztrál női vízilabdacsapat-játékoskeret                                                               |
| --- | --- |
| - Zoe Arancini - Gemma Beadsworth - Isobel Bishop - Hannah Buckling - Keesja Gofers - Bronwen Knox - Holly Lincoln-Smith | - Glencora Ralph - Ashleigh Southern - Kelsey Wakefield - Rowena Webster - Lea Yanitsas - Nicola Zagame |

#### Eredmények
Csoportkör
A csoport
| Csapat            | M | Gy | D | V | G+ | G– | Gk  | P |
| ----------------- | - | -- | - | - | -- | -- | --- | - |
| Olaszország (ITA) | 3 | 3  | 0 | 0 | 27 | 15 | +12 | 6 |
| Ausztrália (AUS)  | 3 | 2  | 0 | 1 | 31 | 15 | +16 | 4 |
| Oroszország (RUS) | 3 | 1  | 0 | 2 | 23 | 31 | –8  | 2 |
| Brazília (BRA)    | 3 | 0  | 0 | 3 | 13 | 33 | –20 | 0 |

| 2016. augusztus 9. 13:00 (18:00) | Oroszország (RUS)     | 4–14        | Ausztrália (AUS) | Maria Lenk Aquatic Center, Rio de Janeiro Játékvezetők: Marie-Claude Deslières (CAN), Adrian Alexandrescu (ROU) |
| 2016. augusztus 9. 13:00 (18:00) | (0–3, 1–5, 3–2 , 0–4) |             |                  | Maria Lenk Aquatic Center, Rio de Janeiro Játékvezetők: Marie-Claude Deslières (CAN), Adrian Alexandrescu (ROU) |
| 2016. augusztus 9. 13:00 (18:00) | Prokofjeva 2          | Jegyzőkönyv | Southern 4       | Maria Lenk Aquatic Center, Rio de Janeiro Játékvezetők: Marie-Claude Deslières (CAN), Adrian Alexandrescu (ROU) |

| 2016. augusztus 11. 10:20 (15:20) | Olaszország (ITA)     | 8–7         | Ausztrália (AUS) | Maria Lenk Aquatic Center, Rio de Janeiro Játékvezetők: Molnár Péter (HUN), Boris Margeta (SLO) |
| 2016. augusztus 11. 10:20 (15:20) | (4–2, 0–1, 2–3 , 2–1) |             |                  | Maria Lenk Aquatic Center, Rio de Janeiro Játékvezetők: Molnár Péter (HUN), Boris Margeta (SLO) |
| 2016. augusztus 11. 10:20 (15:20) | Garibotti 3           | Jegyzőkönyv | két játékos 2    | Maria Lenk Aquatic Center, Rio de Janeiro Játékvezetők: Molnár Péter (HUN), Boris Margeta (SLO) |

| 2016. augusztus 13. 11:40 (16:40) | Ausztrália (AUS)     | 10–3        | Brazília (BRA)  | Maria Lenk Aquatic Center, Rio de Janeiro Játékvezetők: Dion Willis (RSA), Benjamin Mercier (FRA) |
| 2016. augusztus 13. 11:40 (16:40) | (1–1, 4–1, 2–0, 3–1) |             |                 | Maria Lenk Aquatic Center, Rio de Janeiro Játékvezetők: Dion Willis (RSA), Benjamin Mercier (FRA) |
| 2016. augusztus 13. 11:40 (16:40) | Gofers, Webster 2    | Jegyzőkönyv | három játékos 1 | Maria Lenk Aquatic Center, Rio de Janeiro Játékvezetők: Dion Willis (RSA), Benjamin Mercier (FRA) |

Negyeddöntő
| 2016. augusztus 15. 15:30 (20:30) | Ausztrália (AUS)     | 8–8         | Magyarország (HUN)  | Maria Lenk Aquatic Center, Rio de Janeiro Játékvezetők: Francesc Buch (ESP), Vojin Putniković (SRB) |
| 2016. augusztus 15. 15:30 (20:30) | (3–1, 2–2, 2–3, 1–2) |             |                     | Maria Lenk Aquatic Center, Rio de Janeiro Játékvezetők: Francesc Buch (ESP), Vojin Putniković (SRB) |
| 2016. augusztus 15. 15:30 (20:30) | Southern 3           | Jegyzőkönyv | Bujka, Keszthelyi 2 | Maria Lenk Aquatic Center, Rio de Janeiro Játékvezetők: Francesc Buch (ESP), Vojin Putniković (SRB) |
| 2016. augusztus 15. 15:30 (20:30) | Büntetőpárbaj:       |             |                     | Maria Lenk Aquatic Center, Rio de Janeiro Játékvezetők: Francesc Buch (ESP), Vojin Putniković (SRB) |
| 2016. augusztus 15. 15:30 (20:30) | 3–5                  |             |                     | Maria Lenk Aquatic Center, Rio de Janeiro Játékvezetők: Francesc Buch (ESP), Vojin Putniković (SRB) |

Az 5–8. helyért
| 2016. augusztus 17. 11:00 (16:00) | Ausztrália (AUS)     | 11–4        | Brazília (BRA) | Maria Lenk Aquatic Center, Rio de Janeiro Játékvezetők: Marie-Claude Desliéres (CAN), Ni Shi Wei (CHN) |
| 2016. augusztus 17. 11:00 (16:00) | (2–1, 3–1, 4–1, 2–1) |             |                | Maria Lenk Aquatic Center, Rio de Janeiro Játékvezetők: Marie-Claude Desliéres (CAN), Ni Shi Wei (CHN) |
| 2016. augusztus 17. 11:00 (16:00) | Arancini, Southern 3 | Jegyzőkönyv | Chiappini 2    | Maria Lenk Aquatic Center, Rio de Janeiro Játékvezetők: Marie-Claude Desliéres (CAN), Ni Shi Wei (CHN) |

Az 5. helyért
| 2016. augusztus 19. 14:10 (19:10) | Ausztrália (AUS)     | 10–12       | Spanyolország (ESP) | Maria Lenk Aquatic Center, Rio de Janeiro Játékvezetők: Marie-Claude Deslières (CAN), Szergej Naumov (RUS) |
| 2016. augusztus 19. 14:10 (19:10) | (5–4, 2–3, 1–3, 2–2) |             |                     | Maria Lenk Aquatic Center, Rio de Janeiro Játékvezetők: Marie-Claude Deslières (CAN), Szergej Naumov (RUS) |
| 2016. augusztus 19. 14:10 (19:10) | Buckling 3           | Jegyzőkönyv | Tarragó 7           | Maria Lenk Aquatic Center, Rio de Janeiro Játékvezetők: Marie-Claude Deslières (CAN), Szergej Naumov (RUS) |

| Csapat           | Helyezés |
| ---------------- | -------- |
| Ausztrália (AUS) | 6.       |